# Lauffen am Neckar
Lauffen am Neckar (Ausspracheⓘ) ist eine Stadt im Landkreis Heilbronn, Baden-Württemberg. Bekannt ist Lauffen als Geburtsstadt des Dichters Friedrich Hölderlin, dem sie die seit 2022 offiziell geführte Zusatzbezeichnung Hölderlinstadt verdankt, und als zweitgrößte Weinbaugemeinde Württembergs.

## Geographie

### Geographische Lage
Lauffen liegt im südlichen Teil des Landkreises Heilbronn, rund 9 km südlich der Kreisstadt Heilbronn und rund 30 km nördlich der Landeshauptstadt Stuttgart, am Neckar, in den hier die Zaber einmündet. Der in nördliche Richtung fließende Neckar wurde hier einst durch einen Felsrücken gezwungen, eine große, beinahe ringförmige Schleife in Richtung Westen zu bilden. Durch die Erosionskräfte des Wassers wurde der Felsen im Zeitraum 400 bis 100 v. Chr. durchbrochen. Der Neckar floss über viele Stromschnellen und Strudel mit hoher Geschwindigkeit durch die geschaffene Lücke. Auf dieses Laufen des Flusses (im 20. Jahrhundert durch Kanalisierung eingedämmt) geht der Stadtname zurück. Das ehemalige Flussbett in der Westschleife liegt nun trocken. Im nördlichen Teil fließt die Zaber auf wenigen Kilometern bis zu ihrer Mündung in den Neckar in der ehemaligen Neckarschlinge. Das alte Flussbett wird von einem ringförmigen Hügel begrenzt, dessen Hang teils vom Kaywald bedeckt ist, teils für den Weinbau genutzt wird.
Im Zentrum der alten Neckarschlinge, westlich des heutigen Flusslaufs, befindet sich ein Hügel, der durch den Neckardurchbruch von seinem Pendant am heutigen östlichen Flussufer abgetrennt wurde. Auf dem Ausläufer dieses Hügels direkt am Neckar (heute Standort der Regiswindiskirche) wurde Lauffen gegründet, der später so genannte Stadtteil Lauffen-Dorf liegt größtenteils auf diesem Hügel. Am Neckardurchbruch liegt eine Insel, auf der sich die frühere Grafenburg mit dem heutigen Rathaus befindet; der Rest der Insel steht unter Naturschutz. Auf einem Hügel östlich des Neckars, dem Pendant zum Hügel im Westen, befindet sich der zu einem späteren Zeitpunkt gegründete Stadtteil Lauffen-Stadt. Beide Stadtteile sind durch die Neckarbrücke miteinander verbunden, von Lauffen-Stadt führt eine weitere Brücke zur Rathausinsel. Westlich des Neckars und nördlich von Dorf und Zaber gab es einst ein Dominikanerinnenkloster, aus dem sich ein weiterer, auch „Dörfle“ genannter Siedlungskern entwickelte.
Eine Lauffener Exklave, der etwa 153 Hektar große Stadtwald Etzlenswenden (bei Farnersberg), befindet sich 13 bis 15,5 Kilometer weiter östlich in den Südwestlichen Löwensteiner Bergen. Das Waldstück wurde der Stadt Lauffen vermutlich schon von ihren Gründern um das Jahr 1200 zugewiesen, da die Stadt anders als das Dorf auf ihrer Gemarkung kaum über Wald verfügte, aber Bau- und Brennholz benötigte.
In diesem Waldstück liegt auch der mit 452 m ü. NN höchste Punkt des Stadtgebiets. Der höchste Punkt außerhalb dieser Exklave liegt mit 257,9 m ü. NN im Gewann Renngrund im Osten, der tiefste Punkt mit 160 m ü. NN im Norden des Stadtgebiets am Neckar.
Lauffen liegt im Unterraum Besigheim-Lauffener Neckarschlingen des Naturraums Neckarbecken. Die unbewohnte Exklave bei Etzlenswenden wird dem Unterraum Südwestliche Löwensteiner Berge der Löwensteiner Berge im Naturraum der Schwäbisch-Fränkischen Waldberge zugerechnet.

### Nachbargemeinden
Nachbarstädte und -gemeinden Lauffens sind (im Uhrzeigersinn, beginnend im Westen): Brackenheim, Nordheim, Heilbronn (Stadtkreis), Talheim, Ilsfeld, Neckarwestheim und Kirchheim am Neckar (Landkreis Ludwigsburg). Die Exklave Stadtwald Etzlenswenden liegt zwischen (von Westen) Abstatt, Untergruppenbach, Löwenstein und Beilstein. Bis auf Heilbronn und Kirchheim gehören alle Nachbarorte zum Landkreis Heilbronn. Mit Neckarwestheim und Nordheim ist Lauffen eine Vereinbarte Verwaltungsgemeinschaft eingegangen.

### Stadtgliederung
Die Stadt Lauffen am Neckar bestand bis zum 1. April 1914 aus den beiden Teilgemeinden Lauffen-Dorf (links des Neckars) und Lauffen-Stadt (rechts des Neckars), die zu diesem Datum aufgehoben wurden. Zu Lauffen gehören noch die Höfe Landturm (die auf den Lauffener Landturm am Württembergischen Landgraben zurückgehen), Bortental, Renngrund, Rieder, Rotenberg, Siegersgrund und Wannenberg. Abgegangene, also nicht mehr bestehenden Orte auf der Markung Lauffens sind Auen, Hofstatt, Hohfeld, Jungesheim, Konsten (bzw. Konstheim), Osterhofen und Raitern. Die früheren Orte „zu Brücken“ und Talhofen gingen in Lauffen-Dorf auf.

### Flächenaufteilung
Nach Daten des Statistischen Landesamtes, Stand 2014.

## Geschichte

### Vor- und Frühgeschichte
Mit über 100 vor- und frühgeschichtlichen Fundstellen gehört Lauffen zu den fundreichsten Orten Nordwürttembergs. Die ältesten auf Lauffener Gemarkung gefundenen Siedlungsspuren datieren aus der älteren Jungsteinzeit (etwa 5000–3500 v. Chr.): Scherben aus der jüngeren Bandkeramik entstammen einer Besiedlung der lössbedeckten Hochfläche nördlich des Dorfs. Auch aus der Rössener und der Michelsberger Kultur sowie aus der Bronze- und der Urnenfelderzeit datieren zahlreiche Funde.

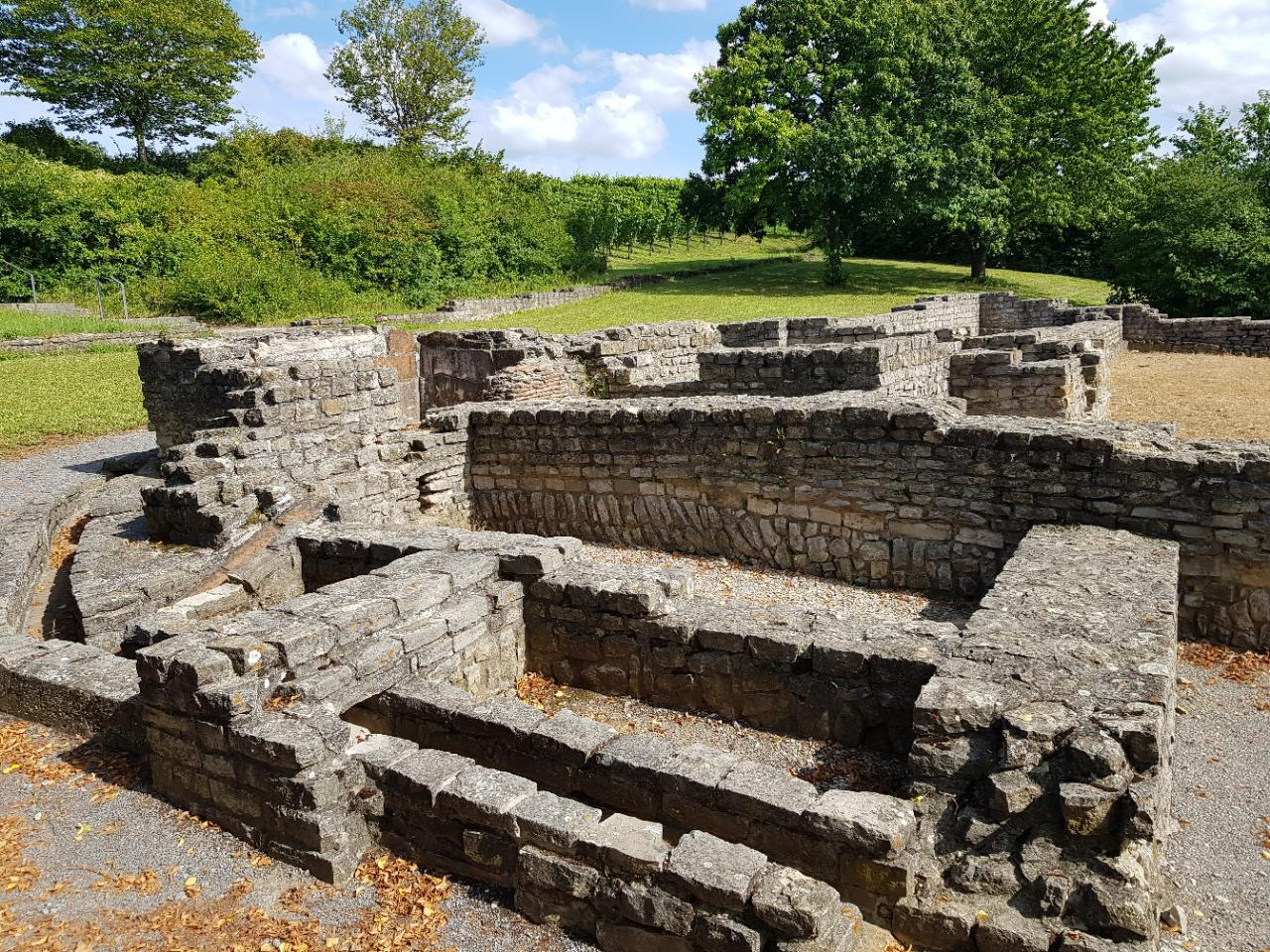
Villa rustica in Lauffen

Die Kelten siedelten in der Hallstatt- und in der frühen Latènezeit an verschiedenen Stellen auf Lauffener Markung. Wie auch andernorts im mittleren Neckarraum scheint die Siedlungsdichte im Bereich um Lauffen mit der Keltischen Abwanderung nach Süden in der mittleren und späten Latènezeit zurückgegangen zu sein. Um 85 n. Chr. kam das Gebiet um Lauffen in den römischen Einflussbereich. Wahrscheinlich verlief die Grenzstraße des Neckar-Odenwald-Limes zwischen den Kastellen Walheim und Heilbronn-Böckingen über Lauffener Gebiet, ihre Lage ist jedoch nicht geklärt. Spätestens mit der Erweiterung des römischen Machtbereichs durch den Obergermanisch-Raetischen Limes in der Mitte des 2. Jahrhunderts setzte um Lauffen wie im gesamten mittleren Neckarraum eine dichte römische Besiedlung ein. Aus dieser Zeit datiert ein römischer Gutshof im Gewann Brunnenäcker, der 1978 bei einer Flurbereinigung entdeckt, vollständig erforscht und konserviert wurde. Insgesamt lassen Funde auf mindestens zwölf Villae rusticae auf Lauffener Gemarkung schließen. Spätestens mit der Aufgabe des Obergermanisch-Raetischen Limes um 259/260 verließen die Römer ihre Siedlungen um Lauffen.
Auf eine frühalemannische Besiedlung der Gegend im 4. bis 5. Jahrhundert gibt es zahlreiche archäologische Hinweise. Herausragend sind dabei die in der Nähe des römischen Gutshofs entdeckten Gräber eines Mädchens aus der Mitte des 4. Jahrhunderts und einer Frau aus der zweiten Hälfte des gleichen Jahrhunderts. Der reichhaltige Grabschmuck weist sie als Mitglieder einer höher gestellten Schicht aus. Aus der Zeit ab dem 6. Jahrhundert datieren insgesamt sechs aufgefundene alemannische oder fränkische Reihengräber, wovon sich vier kreisförmig um Lauffen-Dorf konzentrieren. Sie liefern die frühesten Hinweise auf die Gründung des Ortes Lauffen.

### 9. bis 11. Jahrhundert, Namensherkunft
Die Franken errichteten in Lauffen ein Königsgut mit Martinskirche, dessen Besitzverhältnisse zwischen Fürsten und Kirche mehrfach wechselten. Eine Urkunde aus dem Jahr 823 erwähnt diese „Kirche im Neckargau, welche in der Villa Hlauppa zur Ehre des Hl. Martin erbaut ist“.
Der dabei erstmals erwähnte Name Hlauppa (später: Lauffa, Laufen, Lauffen) ist typisch für Orte an Stromschnellen oder Wasserfällen. Die zeitweilige Neckarstromschnelle bei Lauffen entstand, als der Fluss den Mäanderhals der großen Flussschlinge durchbrach und seine Laufstrecke so abkürzte.

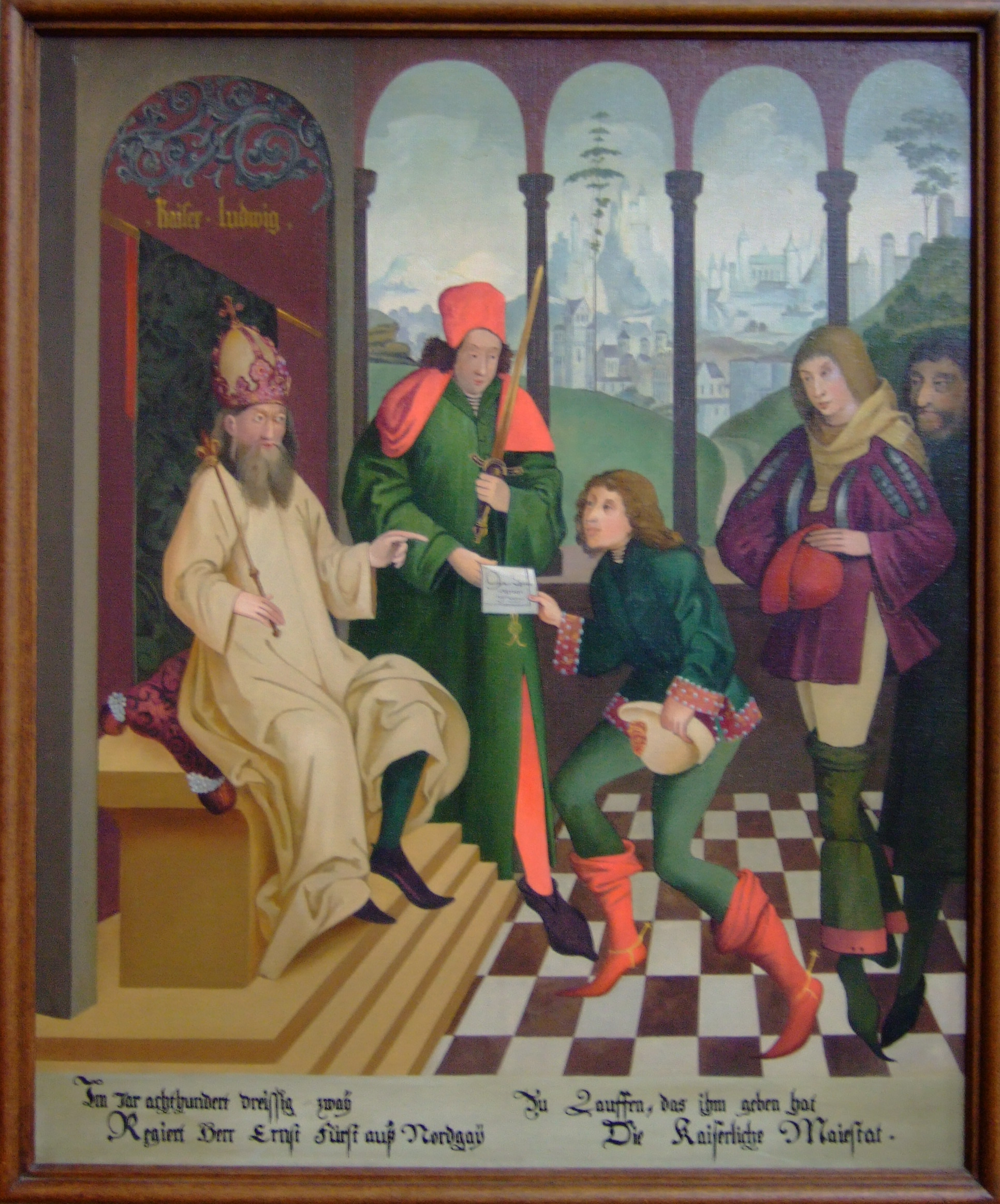
Kaiser Ludwig belehnt 832 Markgraf Ernst mit Lauffen – Gemälde in der Regiswindiskirche

Nach der Regiswindislegende gab Kaiser Ludwig der Fromme den noch unbefestigten Ort 832 an seinen Schwiegersohn Ernst, den Markgrafen des oberpfälzischen Nordgaus zu Lehen, mit der Auflage, den unwirtlichen Ort würdig auszugestalten, da der Kaiser dort zu jagen gedachte. Auf Ernst ginge somit die früheste Kultivierung der Neckarhänge und die älteste Anlage einer Burg zurück. Die Tochter des Grafen, Regiswindis, wurde jedoch im Kindesalter von ihrer Amme getötet und der Leichnam in den Neckar geworfen, worauf sich Markgraf Ernst wieder in seinen Stammgau in der Oberpfalz zurückzog, so dass Lauffen noch vor Ablauf der Lehensdauer und vor dem Tod des Grafen ab 861 wieder direkt dem Kaiser unterstand. In den Jahren 889, 923 und 993 übertrugen verschiedene deutsche Kaiser dem Bistum Würzburg die Herrschaft über den Ort. 1003 sprach sich König Heinrich II. für die Gründung eines Klosters in dem inzwischen befestigten Ort aus.

### Hochmittelalter
Ab dem 11. Jahrhundert erschienen die fränkischen Grafen von Lauffen, die dem Bistum Worms verbunden waren. Dieses Grafengeschlecht erbauten wohl Anfang des 11. Jahrhunderts die Wasserburg und schlugen dafür den östlichen Felsen vom Ufer ab. Außerdem schufen sie wahrscheinlich zu Anfang des 13. Jahrhunderts die Grundlage für die Stadt Lauffen rechts des Neckars. Mit dem Tod von Boppo (V.) 1216–1219 starb das Grafengeschlecht derer von Lauffen aus, und die Stadt fiel reichsunmittelbar in den Besitz des Stauferkönigs Friedrich II.
Aus einer im Jahre 1234 von Kaiser Friedrich II. in Apricena ausgestellten Urkunde lässt sich ableiten, dass Loufen vor 1220 an Markgraf Hermann V. von Baden als Pfandgut übergeben wurde und zu diesem Zeitpunkt bereits zur Stadt (civitas) erhoben war. Die Markgrafen von Baden setzten Vögte als Verwalter der Stadt ein. 1227 erfolgte der Bau einer Kirche, die der inzwischen heiliggesprochenen Regiswindis geweiht war und eine bereits dort bestehende Kapelle ersetzte. Durch die verstrickten Verwandtschafts- und Pfandschuldverhältnisse der damaligen Adelsgeschlechter wechselte das Vogtrecht über den Ort mehrfach und ging unter anderem auch auf die Herren von Teck über. 1327 wurde Lauffen an Württemberg verpfändet. 1346 erwarb Ritter Albrecht (genannt Hofwarth) von Lauffen die Stadt und die Burg von den badischen Markgrafen für 3000 Pfund Heller. Er verkaufte seinen Besitz jedoch 1361 für die doppelte Summe bereits wieder an Graf Eberhard von Württemberg und dessen Bruder Ulrich. Die württembergischen Herren forderten angesichts der nahen Reichsstadt Heilbronn im Jahr 1383 eine Selbstverpflichtung der Einwohner zur Treue zu Württemberg.

### Spätmittelalter und Bauernkrieg

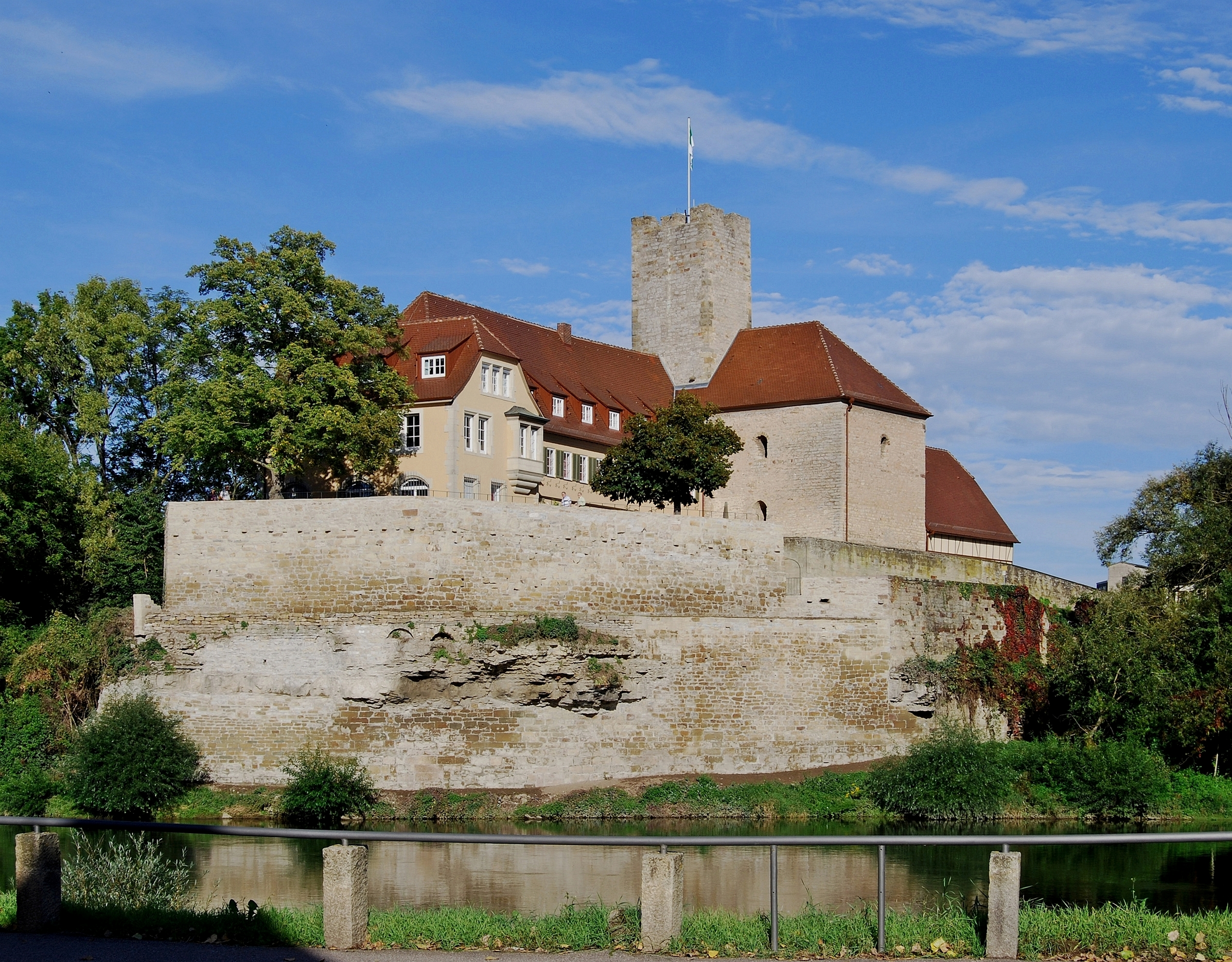
Ehemalige Burg, heutiges Rathaus

Das 15. Jahrhundert war in Lauffen geprägt von Auseinandersetzungen um die komplizierten Fisch- und Zehntrechte, die bei einer Vielzahl von Eigentümern lagen. 1454 wurde unter Graf Ulrich der Lauffener See angelegt. 1460 mussten die Truppen des Grafen im Scharmützel bei Wüstenhausen gegen Pfälzer Truppen vorgehen, die einen Anteil an der Neckarfischerei und am Neckarzoll erkämpfen wollten. Erst 1461 verpflichtete sich Pfalzgraf Friedrich, die Angriffe auf verschiedene württembergische Orte zu unterlassen. 1469 regelte ein Vertrag zwischen der Pfalz und Württemberg die Zollstreitigkeiten wegen des auf der Murr transportierten Bauholzes.
1474 wurde unter Graf Ulrich eine erste Neckarbrücke bei Lauffen erbaut; der gesamte Flusszoll fiel an Lauffen. Die Brücke blieb für 144 Jahre die einzige Neckarbrücke zwischen Cannstatt und Heilbronn. Sie wurde bei einem Hochwasser 1529 zerstört und 1532 neu errichtet. 1480 folgte der Bau eines Rathauses und die Einrichtung eines Wochenmarktes. 1482 fielen 1300 Einwohner Lauffens der Pest zum Opfer.
Im Bauernkrieg wurde das Feld zwischen Lauffen und Gemmrigheim zum Lagerplatz eines 8000 Mann starken Bauernheers, als sich Mitte April 1525 die Wunnensteiner Bauern unter Matern Feuerbacher mit dem Stocksberger Haufen unter Hans Wunderer und dem Haufen um Jäcklein Rohrbach vereinigten. Angesichts dieser Übermacht solidarisierte sich der Rat von Lauffen mit den Bauern, worauf lediglich das Kloster geplündert wurde.
Am 13. Mai 1534 unterlagen die knapp 11.000 Mann starken österreichischen Truppen in der Schlacht bei Lauffen den 25.000 Mann des hessischen Heeres, wodurch der zeitweilig vertriebene Herzog Ulrich wieder die Macht über Württemberg erlangte. Im Schmalkaldischen Krieg war Lauffen um 1547 über ein Jahr lang von spanischen Truppen besetzt.
1564 wütete abermals die Pest und forderte etwa 800 Opfer. Auch die Jahre 1606, 1607 und 1626 waren von der Pest geprägt, wenngleich mit weniger Opfern.

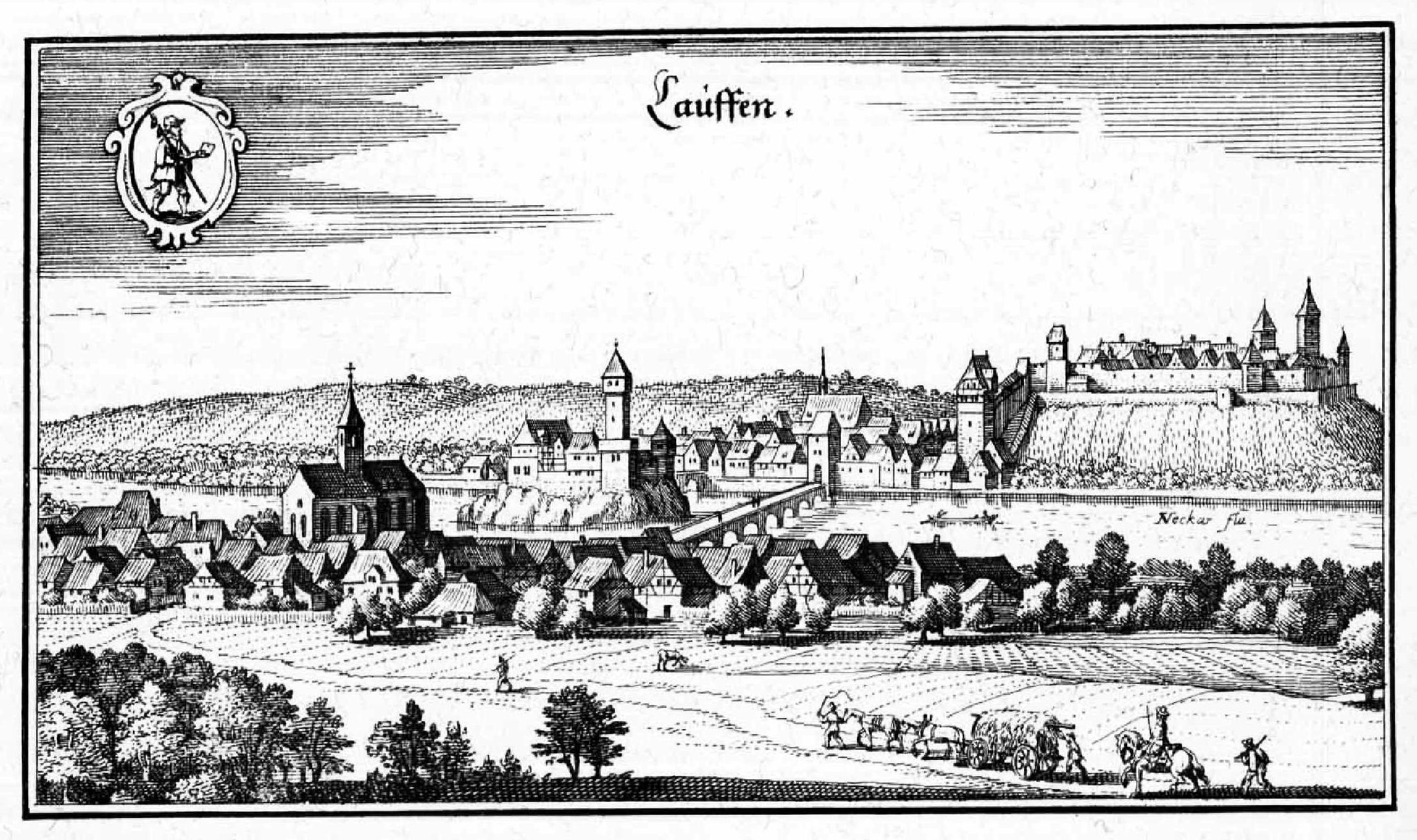
Lauffen um 1640. Illustration aus Matthäus Merians Topographia Sueviae, 1643. Links das Dorf, am anderen Flussufer die Stadt, in der Mitte die Insel mit der Burg

### Dreißigjähriger Krieg
Im Dreißigjährigen Krieg war Lauffen vielfach Schauplatz von Kämpfen und Truppenbewegungen. Die Neckarbrücke wie auch die geringe Tiefe des Flusses nahe dem Wurmberg wiesen Lauffen eine wichtige strategische Bedeutung zu. Im April 1622 sammelten sich große Truppenverbände des Herzogs Wilhelm von Sachsen-Weimar und des Markgrafen Georg Friedrich von Baden bei der Neckarbrücke, um vereint den kaiserlichen Truppen entgegenzutreten, auf die sie Anfang Mai bei der Schlacht bei Wimpfen stießen. Nach der Niederlage bei Wimpfen suchten zwei markgräfliche Kompanien sowie zahlreiche Bauern aus Neckargartach Zuflucht in Lauffen. Von größeren Kampfhandlungen blieb die Stadt zwar noch mehrere Jahre verschont, dann jedoch hatte sie fast 20 Jahre zu leiden.
1629 zogen kaiserliche Truppen durch die Stadt, 1631 lothringische Truppen. Im September 1634 wurde Lauffen erst von kroatischen Truppen geplündert, zwei Tage später zogen wieder kaiserliche Truppen ein. Im November 1634 wurden die letzten 16 Stück Vieh in der Stadt vom pistumbischen Regiment beschlagnahmt. An Weihnachten 1634 war Lauffen drei Wochen Quartier für fünf durchziehende Regimenter. Zu Pfingsten 1635 beschlagnahmte das Mühlheimische Kürassier-Regiment die gesamte Winterfrucht. Die Stadt war bereits dermaßen ausgezehrt, dass eine Hungersnot herrschte, der knapp 800 Einwohner zum Opfer fielen.
1636 plünderte ein Oberst Lissaw mit seinem Kürassier-Regiment die Stadt. Im Herbst 1637 überfiel erst ein salisches Reiterregiment, anschließend das Speerreutersche Reiterregiment die Stadt, so dass im Winter abermals Hungersnot herrschte, an der über 200 Menschen starben. 1638 oblag Lauffen zunächst die Verpflegung einer Parischen Kompanie, im Mai wurde die Stadt wieder von kaiserlichen Truppen heimgesucht, ebenso im September. Im Herbst plünderten zwei Reiterregimenter die Ernte, Anfang Dezember suchten drei Reiterregimenter die Stadt heim, und an Weihnachten 1638 besetzte der kaiserliche Generalstab die Stadt. Ende 1638 war die Einwohnerzahl von Stadt und Dorf Lauffen auf nur noch etwa 30 Personen geschrumpft. Auch 1639 wurde Lauffen mehrfach von Truppen besetzt.
Die Jahre 1640 bis 1642 waren vergleichsweise ruhig. 1643 besetzten französisch-weimarsche Dragoner die Burg, in ihrem Gefolge zogen zwei weitere Regimenter und anschließend der gesamte französische Generalstab in die Stadt ein. Die so genannte Weimarsche Besatzung endete erst im Mai 1643 nach dreitägigem Gefecht mit einer kurbayerischen Armee unter Oberst Graf Fugger. 1644 war Lauffen für fünf Monate Winterquartier des Blauveavischen Regiments, 1645 erfolgten erneut exzessive Plünderungen der Stadt durch französische und hessische Truppen. Die anschließend wieder einziehenden bayerischen Truppen konnten fast nicht mehr verpflegt werden, da es in der Stadt bis auf etwas neuen Wein, Kraut und Rüben schlichtweg nichts mehr zu essen gab. 1646 kamen zu den einquartierten Bayern auch noch schwedische Truppen und umfangreiche Verteidigungsanlagen (Schanzen) wurden angelegt. Nach dem Waffenstillstand zwischen Frankreich und Kurbayern 1647 wurden die Verteidigungsanlagen wieder geschleift. Anstelle der abgezogenen Bayern schlug eine Weimarsche Reiterkompanie ihr Winterquartier in Lauffen auf. Als der Waffenstillstand aufgehoben worden war, zog eine französische Besatzungstruppe in Lauffen ein und errichtete abermals Verteidigungsanlagen, die aber wegen des Friedensschlusses von 1648 nicht mehr benötigt wurden. Auch nach Kriegsende bezogen umherziehende Truppen noch mehrfach Quartier in Lauffen.
Am Ende des Dreißigjährigen Krieges betrug die Einwohnerzahl noch 155 Personen. Das Obere Schloss war zerstört, das Untere stark beschädigt. Die Stadtkirche wies starke Beschädigungen auf, 270 Häuser waren vernichtet, 452 Morgen Weinberge, 1239 Morgen Acker und 50 Morgen Wiesen verwüstet.

### Zeit der Franzosenkriege
Da die politische Situation in der zweiten Hälfte des 17. Jahrhunderts alles andere als stabil war, trieb Herzog Eberhard 1672 den Ausbau der Befestigungsanlagen von Lauffen voran, um mit Schlagbrücke, Brustwehren usw. gegen einen französischen Angriff gewappnet zu sein. Nur wenige Jahre nach dem verheerenden Dreißigjährigen Krieg war Lauffen erneut Schauplatz von Aufmärschen. 1674 überquerte hier die Armee des Kurfürsten von Brandenburg den Neckar in Richtung Straßburg. Ihr folgte die Lüneburg-Zellsche Armee. Beim Rückmarsch dieser Truppen war das brandenburgische Hauptquartier in Ilsfeld. Im Mai 1675 überquerte die kaiserliche Armee aus den Niederlanden kommend den Neckar bei Lauffen. 1676 war die Stadt Winterquartier eines kaiserlichen Kürassier-Regiments, 1679 einer lothringischen Reiterkompanie. 1688 waren abermals die Franzosen in der Stadt, beschlagnahmten alle Pferde und zerstörten die Neckarbrücke. Auch in den folgenden zehn Jahren gab es zahlreiche Kämpfe und Besatzungen, erneut wurden Ernten geplündert und Nutzflächen zerstört. Die Bevölkerungszahl, die sich in den Jahren zwischen den Kriegen erholt hatte, sank wieder auf 210 Personen im Jahr 1697.

### 18. Jahrhundert
Auch das 18. Jahrhundert war von militärischen Handlungen bestimmt. 1704 überquerte die holländisch-englische Reiterei bei Lauffen den Neckar, 1707 suchten 2000 französische Reiter den Ort zweimal heim. 1709 quartierte sich ein aus Kürnbach stammendes Kürassier-Regiment in Lauffen ein.
Über 100 Jahre nach Beginn des Dreißigjährigen Krieges begann die Stadt sich von den Schäden allmählich zu erholen. 1721 wurde das Rathaus saniert, 1724 die 1693 notdürftig wiederhergestellte Neckarbrücke zu einer bedeckten Hängebrücke umgebaut. 1728 formierte sich eine Nachtwache zum Schutz gegen die damals häufigen nächtlichen Diebstähle und Morde.
1744 zog die kaiserlich bayerische Armee unter Feldmarschall von Seckendorff durch Lauffen und belagerte die Stadt zwei Wochen lang, 1745 folgten zum wiederholten Male die Franzosen. Weitere Einquartierungen von Truppen aus Wimpfen sowie aus Anhalt kamen hinzu.
1755 wurde die bisherige Verwaltungsstruktur als Obervogtei aufgehoben, bis 1759 wurde aus demselben Bezirk ein Oberamt gegründet. 1785 starben 160 Einwohner am Schleimfieber (Typhus).

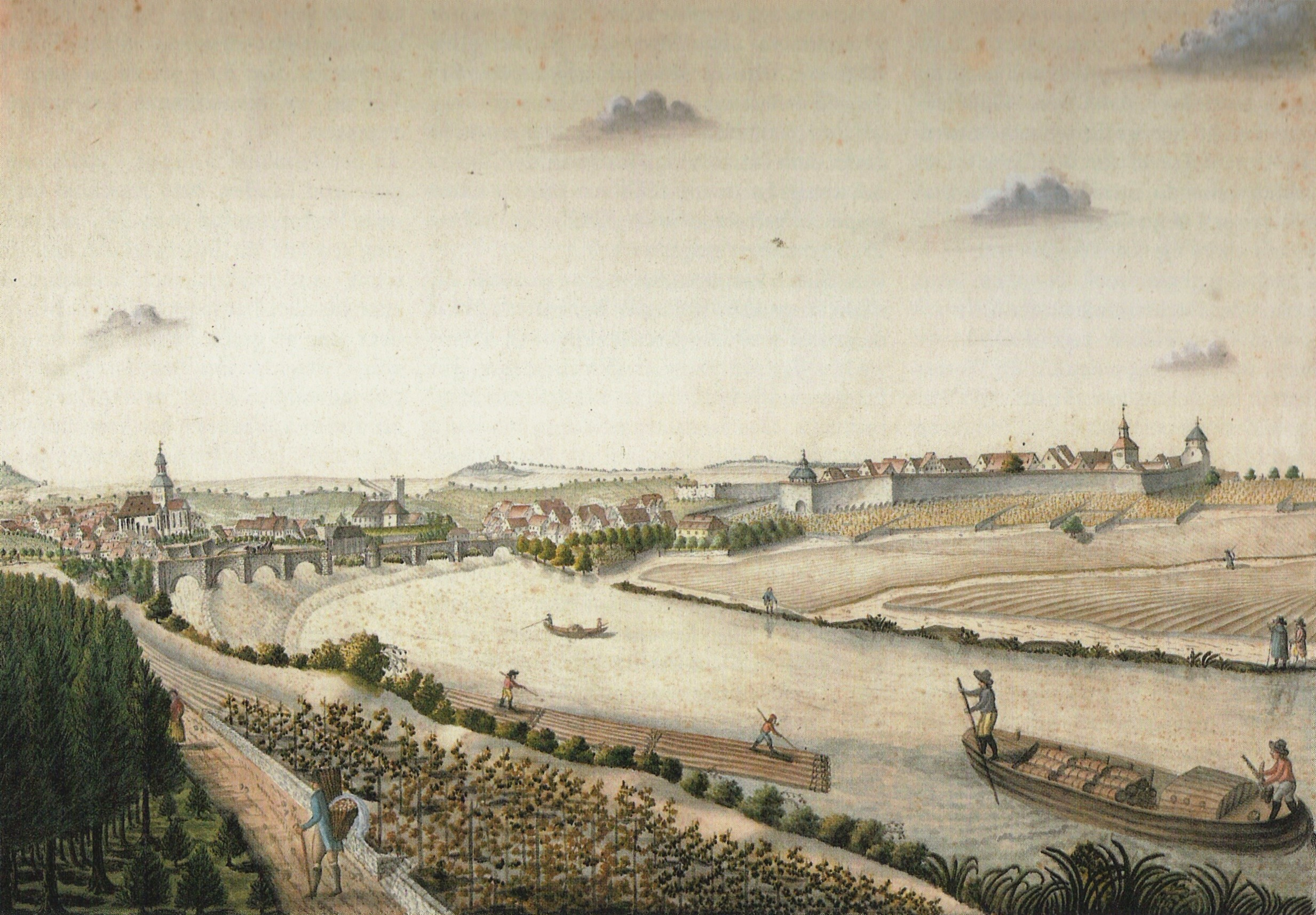
Lauffen von Südosten. Aquarell um 1800

### Napoleonische Kriege
Gegen Ende des 18. Jahrhunderts rückte Lauffen aufgrund seiner strategisch wichtigen Lage erneut in den Mittelpunkt kriegerischer Auseinandersetzungen. Im Juli 1796 traf kaiserliche Artillerie mit einer großen Menge Munition in Lauffen und Talheim ein. 1799 zog sich die österreichische Infanterie von Heilbronn nach Lauffen zurück, wohin Herzog Friedrich von Württemberg zum Schutz gegen die vom Rhein vorrückenden Franzosen bereits große Truppenverbände geschickt hatte. Den Franzosen, die Heilbronn 1799 allein dreimal heimsuchten, gelang im Zuge der Kampfhandlungen abermals die Einnahme von Lauffen, wobei sie Häuser anzündeten, plünderten und Geiseln nahmen.

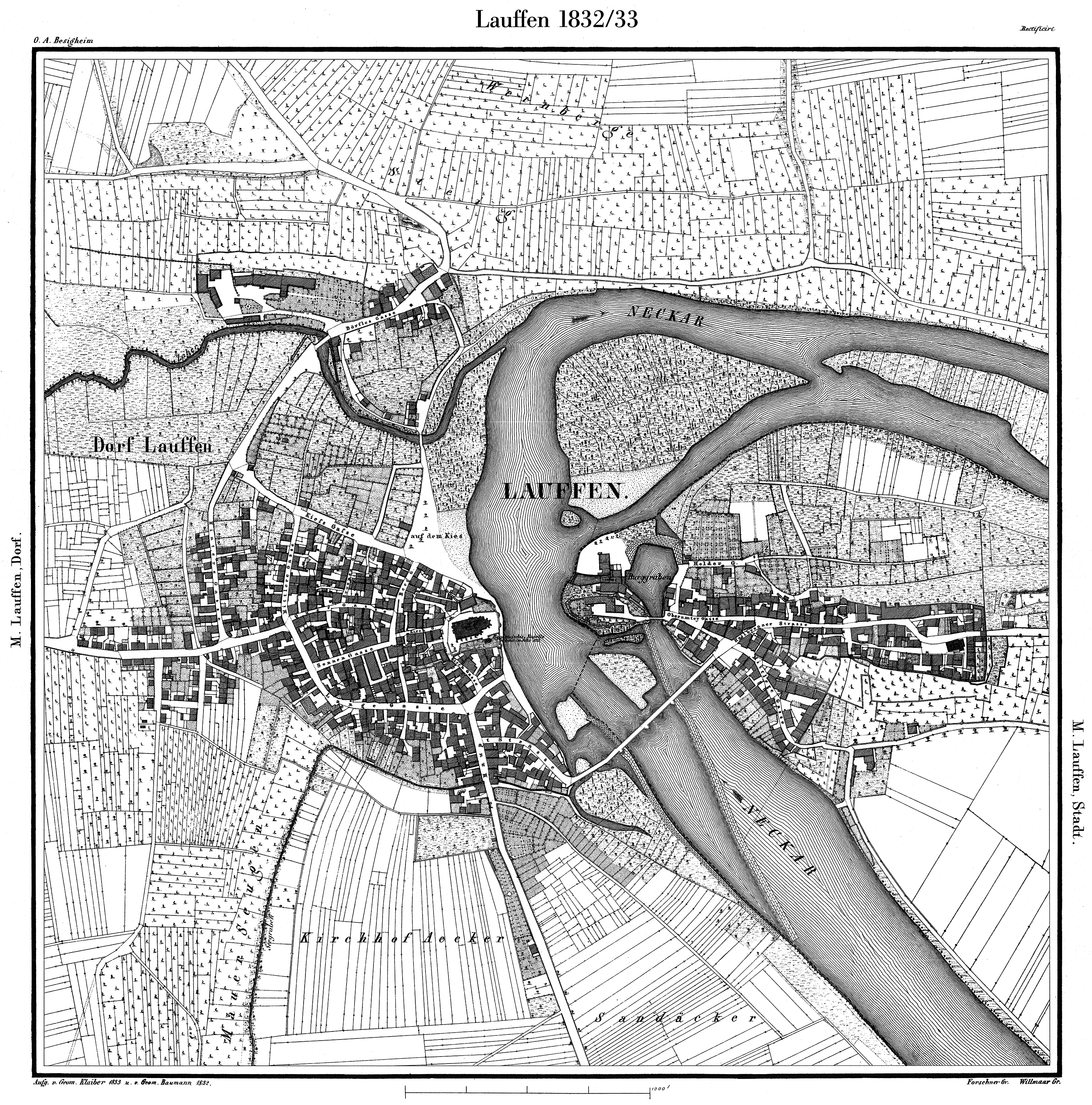
Dorf und Stadt Lauffen 1832/1833

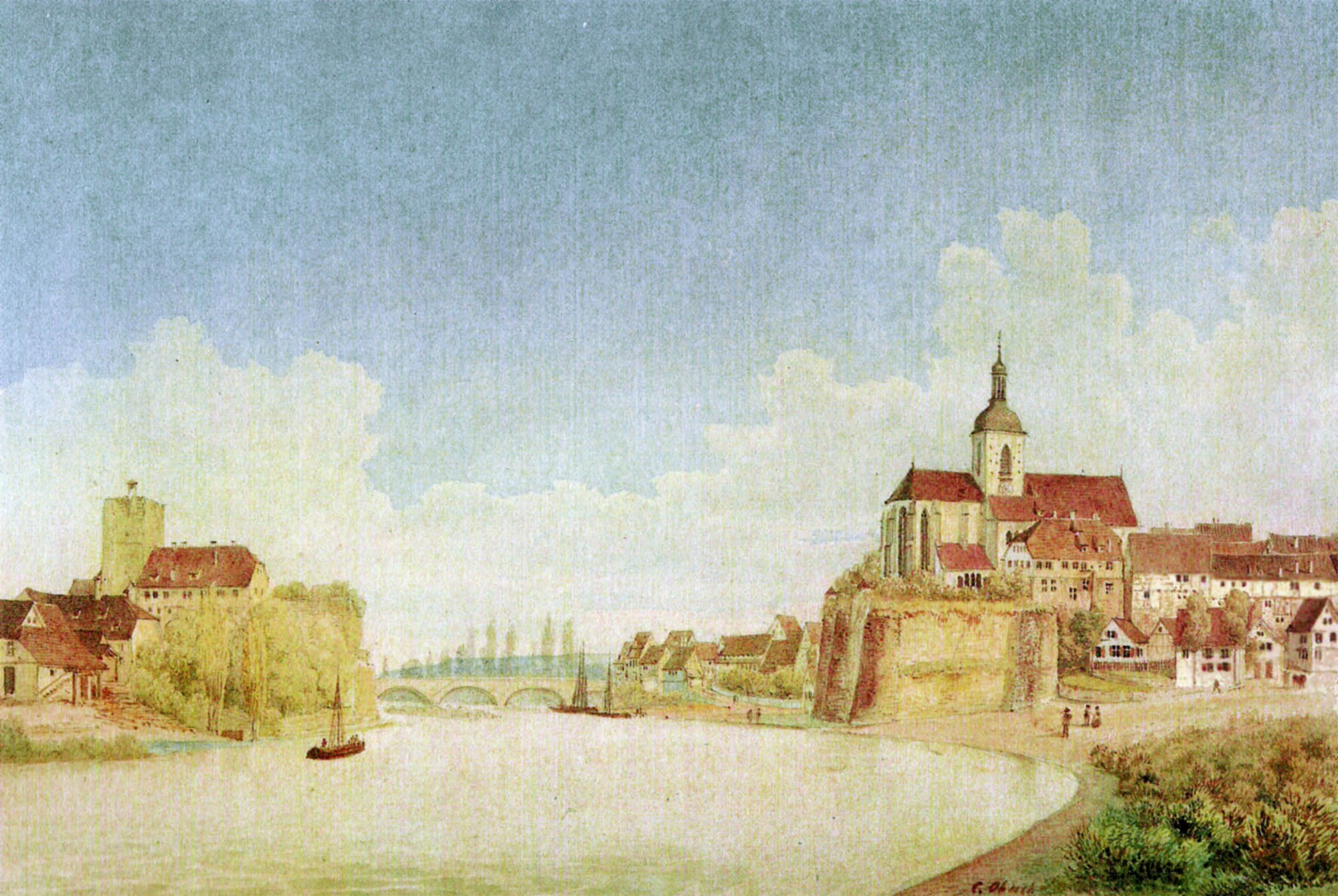
Lauffen, Burg und Regiswindiskirche von Nordwesten. Aquarell von Caspar Obach um 1850

### 19. Jahrhundert

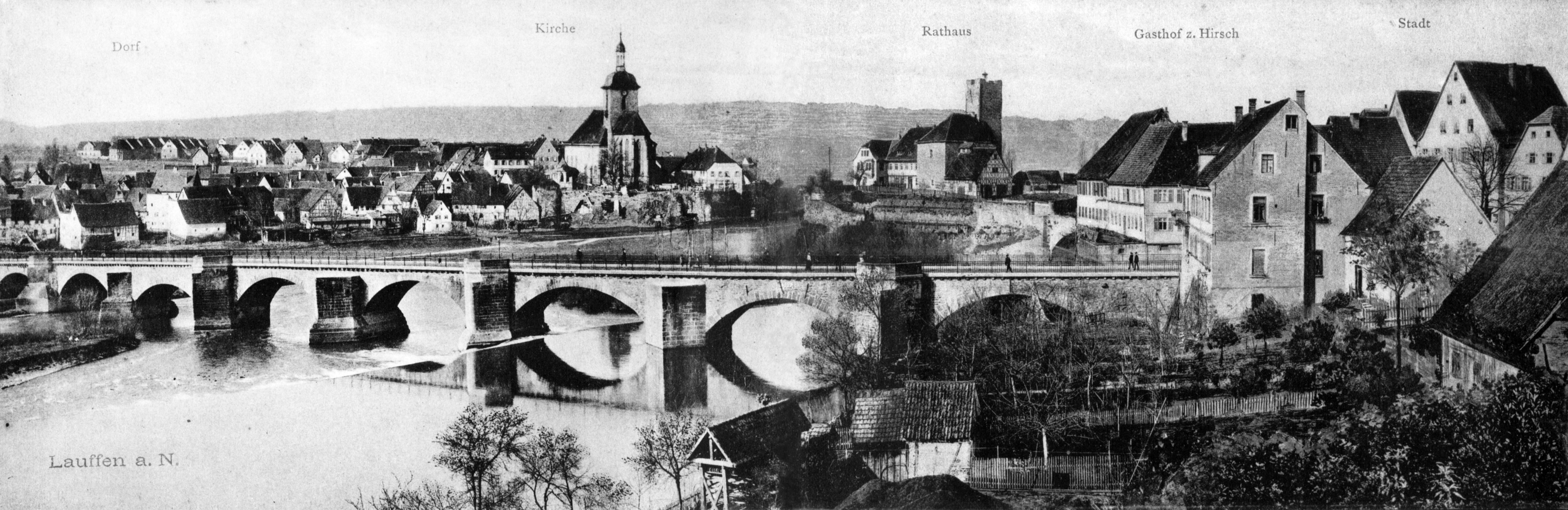
Brücke, Regiswindiskirche und Burg um 1900

Zwei Jahre nach der Gründung des Königreichs Württemberg wurde das Oberamt Lauffen 1808 aufgelöst. Lauffen kam an das Oberamt Besigheim. Die Neckarbrücke wurde 1810 abermals renoviert, die hölzernen Bestandteile wurden dabei durch steinerne ersetzt. 1817 erwarb die Gemeinde die Neckarinsel und nutzte das darauf befindliche Gebäude als Rathaus.
Das 19. Jahrhundert stand in Lauffen ganz im Zeichen der Kultivierung des Bodens. 1820 wurde der See trockengelegt. Die Einwohner verloren dadurch eine reichhaltige Nahrungsquelle, aber auch die Ursache vieler Fieberkrankheiten. 200 Morgen neuen Ackerlandes entstanden dabei. Der Weinbau erlebte eine Blüte, indem auf unrentable Sorten verzichtet und hauptsächlich der ertragreiche Clevener angebaut wurde. Die Stadt pflanzte über 2000 Obstbäume auf Gemeindegrund an sowie zahlreiche Weidenbüsche längs des Neckars.
Am 25. Juli 1848 erhielt Lauffen durch die Verlängerung der Nordbahn von Bietigheim bis nach Heilbronn Anschluss an das Streckennetz der Württembergischen Staatseisenbahnen. Nach einem Brand am 14. Oktober 1861 wurde am 19. November eine Freiwillige Feuerwehr gegründet. 1893 wurde im Rahmen des zweigleisigen Ausbaus der Nordbahn zwischen Bietigheim und Heilbronn die zweite Röhre des Kirchheimer Tunnels fertiggestellt und 1894 eröffnet.

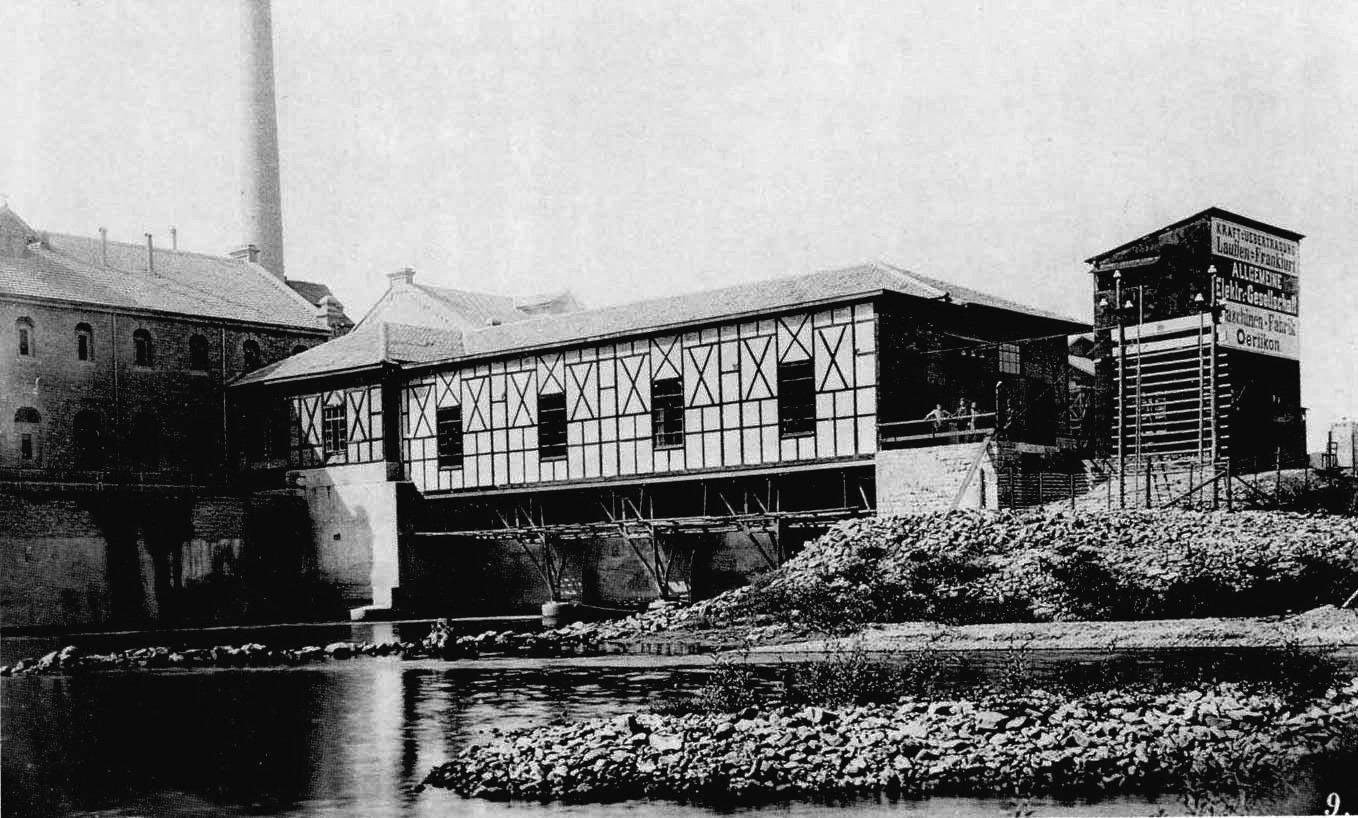
Das Kraftwerk am Mühlgraben, Auslass-Seite im Norden (1891)

In Lauffen am Neckar begann die weltweit erste Fernübertragung von Wechselstrom: Michail von Dolivo-Dobrowolsky und Oskar von Miller konstruierten für die Internationale Elektrotechnische Ausstellung 1891 in Frankfurt am Main eine Drehstrom-Hochspannungs-Übertragung. Hierfür wurde im Zementwerk von Lauffen ein Drehstromgenerator (Hersteller: Maschinenfabrik Oerlikon) aufgestellt und eine 176 Kilometer lange Freileitung nach Frankfurt am Main gebaut. Am 24. August 1891 wurde diese in Betrieb genommen und ab 25. August 1891 12 Uhr mittags wurden mit dem aus Lauffen übertragenen Strom 1000 Glühlampen betrieben. Das mit den Glühlampen besetzte Eingangstor der Ausstellung wurde im mittleren Teil von einem Arkadenbogen überspannt, der die Aufschrift „Kraftübertragung Lauffen–Frankfurt 175 km“ trug. Zugleich wurde ein ca. sechs Meter hoher künstlicher Wasserfall betrieben. Nach Ende der Ausstellung wurde der Strom des Drehstromgenerators weiterhin bis Heilbronn übertragen, das damit als erste Stadt der Welt die Fernversorgung mit Strom aufnahm. Noch heute erinnert der Name des lokalen Energieversorgungsunternehmens ZEAG (kurz für Zementwerk Lauffen – Elektrizitätswerk Heilbronn AG) daran.

### 20. Jahrhundert
1914 wurden die Teilgemeinden Lauffen-Stadt und Lauffen-Dorf aufgehoben. Der neue Gemeinderat pflanzte zum Gedenken an diesen Schritt eine Linde auf den Terrassengarten vor der Grafenburg, die einem älteren Exemplar bei der Regiswindiskirche am anderen Neckarufer gegenübersteht. Beide Linden sollen die Einigkeit symbolisieren.
Aus dem Ersten Weltkrieg kehrten 189 Soldaten nicht zurück. Ihnen zu Ehren wurde 1922 beim Rathaus ein Kriegerdenkmal errichtet, das 1949 wieder abgerissen wurde, einerseits weil es dem Kanalbau im Weg stand, zum anderen, um die Namenstafeln mit den Gefallenen des Zweiten Weltkriegs in den Mauern des Alten Friedhofs zu vereinen. Erst 2004 wurde die zentrale Säule des Mahnmals an annähernd gleicher Stelle neu arrangiert. Der einstige, die Säule umgebende Rundbau mit gotischen Arkaden wird nun von niedrigen Betonelementen angedeutet.
Mitte der 1930er Jahre wurde mit der Kanalisierung des Neckars bei Lauffen begonnen. Der neue Kanal machte den Felsen, auf dem die Grafenburg steht, wieder zur Insel. Zeitweilig war der Felsen über den in der Neuzeit künstlich aufgeschütteten Mühlgraben mit dem Städtle verbunden und der Neckar floss vor Felsen und Neckarbrücke über eine angelegte Stromschnelle (siehe Landkarte Dorf und Stadt Lauffen 1832/1833). Auch das erste kommerziell genutzte Drehstrom-Kraftwerk musste neben mehreren Häusern dem Kanalbau weichen. In unmittelbarer Nähe erinnert die Oskar-von-Miller-Straße (westliche Zufahrtsstraße zum Zementwerk) an dessen ehemalige Lage. Elektrische Energie wird seitdem flussaufwärts am Stauwehr erzeugt. Der originale Generator kann im Deutschen Museum besichtigt werden.
Ebenfalls Mitte der 1930er Jahre errichtete man zwischen dem Lauffener Zementwerk und dem Neckarwestheimer Steinbruch auf dem Gelände des heutigen Kernkraftwerks Neckarwestheim eine Feldbahn entlang des rechten Neckarufers. Die Schmalspur-Strecke war 4,5 Kilometer lang und hatte eine Spurweite von 600 Millimetern, sie wurde zunächst mit Diesellokomotiven betrieben und 1972 elektrifiziert. Bis zu ihrer Stilllegung im Januar 1984 beförderte sie mehrmals täglich Kalkstein zur Weiterverarbeitung nach Lauffen. Heute bekommt das Zementwerk den Klinker direkt per Schiff angeliefert, die Gleisanlagen wurden demontiert und in einen Wanderweg umgewandelt. Die ehemalige Diesellok steht heute auf einem Spielplatz bei der alten Neckarbrücke, direkt neben der ehemaligen Trasse. Die ehemalige Elektrolok ist in einem niederländischen Museum erhalten.
Von 1935 bis 1938 entstand zwischen Eberbach und Unterriexingen die Neckar-Enz-Stellung als Verteidigungslinie gegen einen möglichen Angriff aus dem Westen. Auf Lauffener Gemarkung wurden elf Bunker erbaut, die jedoch keinen Einfluss auf das Kriegsende in Lauffen hatten.
Mit der Verwaltungsreform während der NS-Zeit in Württemberg 1938 wurde das Oberamt Besigheim aufgelöst und Lauffen kam zum Landkreis Heilbronn.

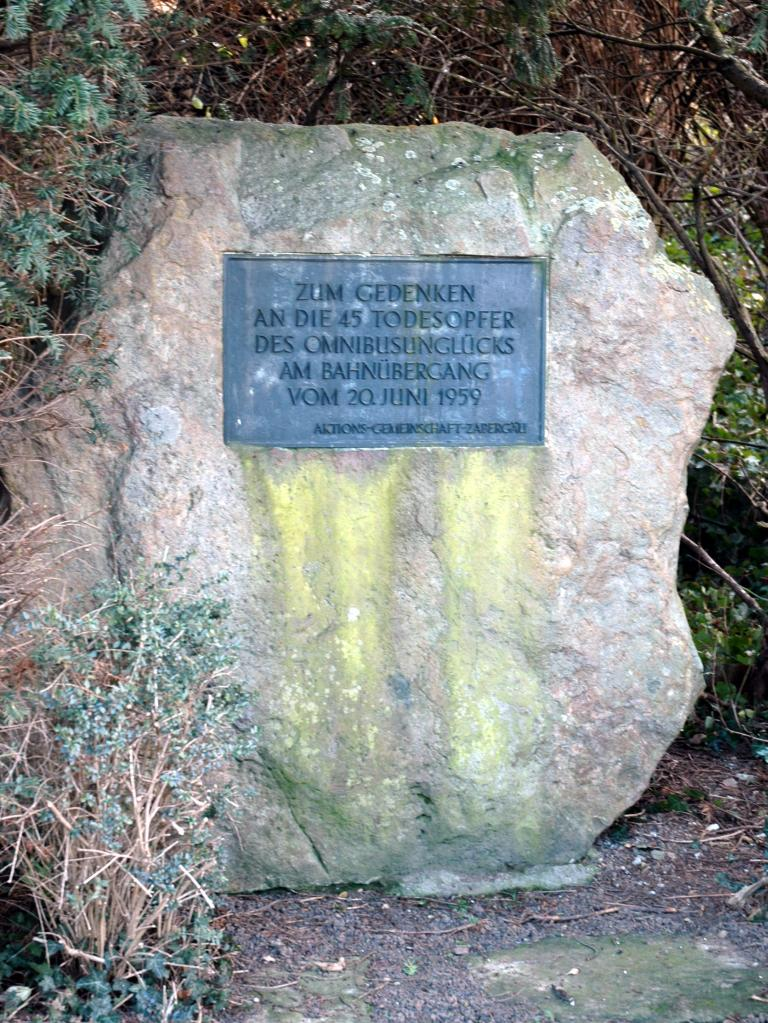
Gedenkstein zur Erinnerung an das Unglück vom 20. Juni 1959

Im Laufe des Zweiten Weltkriegs erlebte Lauffen – teilweise bedingt durch die Nähe zur Scheinanlage Brasilien, einer Attrappe des Stuttgarter Hauptbahnhofs, insgesamt 37 Luftangriffe, bei denen insgesamt 99 Einwohner ihr Leben verloren. Am 13. April 1944 wurde ein Bomberverband der Alliierten, der wegen geschlossener Wolkendecke sowohl über dem Hauptziel Nürnberg als auch dem Ausweichziel Stuttgart unverrichteter Dinge auf dem Rückflug war, von einem einzelnen Kampfflugzeug der Wehrmacht angegriffen und so zum Notabwurf gezwungen. Die Schäden und Verluste durch die ungezielt und zum Teil nicht scharf gemachten Bomben waren für Lauffen glimpflich, die meisten fielen auf Felder oder in den Neckar; die Sonnenstraße, die Brückenstraße, der alte Friedhof, die nähere Umgebung des Zementwerks und die Martinskirche wurden getroffen. 59 Menschen, darunter auch Zwangsarbeiter, kamen ums Leben. Der damalige Bürgermeister wurde dafür kritisiert, dass er keinen Fliegeralarm hatte auslösen lassen. Die nächsten Ausweichziele des Bomberverbands wären Nordwürttemberg, Hessen oder das Ruhrgebiet gewesen. Das Bombardement auf Lauffen kann so als Bauernopfer zugunsten eines Ballungszentrums betrachtet werden.
Da Lauffen Teil der Amerikanischen Besatzungszone geworden war, gehörte die Stadt somit seit 1945 zum neu gegründeten Land Württemberg-Baden, das 1952 im jetzigen Bundesland Baden-Württemberg aufging.
Am 20. Juni 1959 stieß beim Busunglück von Lauffen ein im Auftrag der Deutschen Bundesbahn fahrender Linienbus mit dem Eilzug Tübingen–Stuttgart–Würzburg auf dem damaligen Bahnübergang beim Posten 47 in Lauffen am Neckar zusammen. Bei diesem bis dahin schwersten Busunglück nach dem Krieg waren insgesamt 45 Tote zu beklagen. 27 weitere Personen wurden schwer verletzt. Ursache war menschliches Versagen des Schrankenwärters. Ein Gedenkstein erinnert vor Ort an das schwere Unglück. Heute befindet sich an dieser Stelle eine Unterführung.

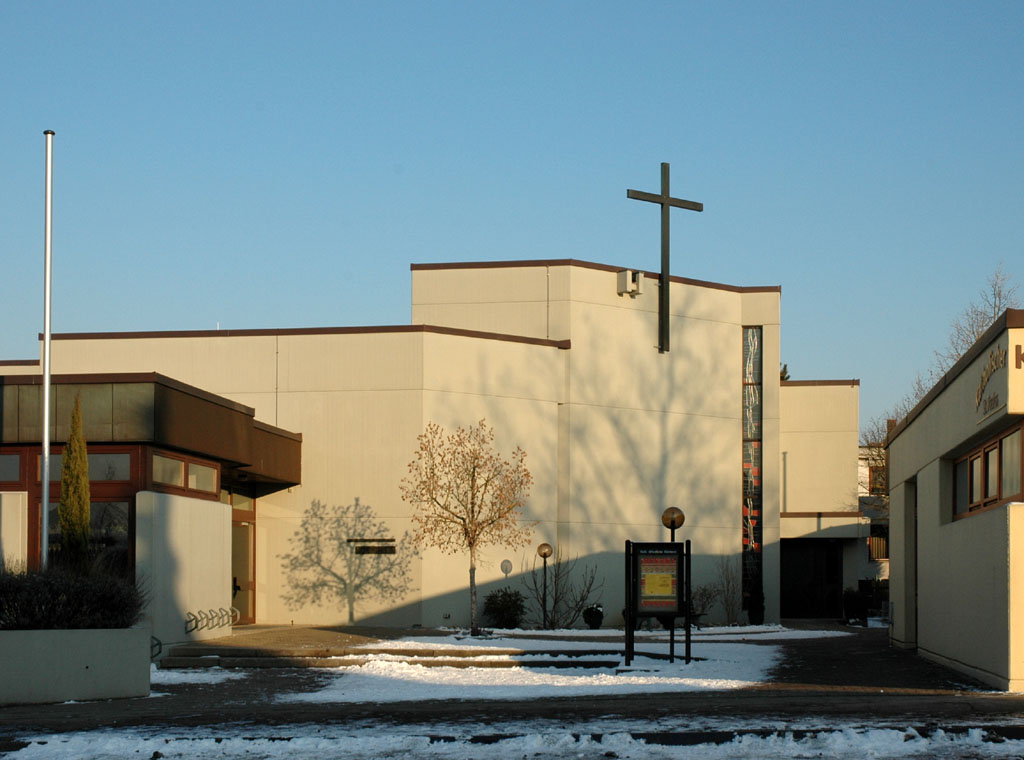
Katholische Kirche St. Paulus von 1976

### Konfessionsstatistik
Gemäß der Volkszählung 2011 waren 48,5 % der Einwohner evangelisch, 19,4 % römisch-katholisch und 32,1 % waren konfessionslos, gehörten einer anderen Religionsgemeinschaft an oder machten keine Angabe. Die Zahl der Protestanten ist seitdem gesunken. Anfang 2021 waren von den Einwohnern 39,2 % (ca. 4.700 von 12.000 Einwohnern) evangelisch.

### Religionen

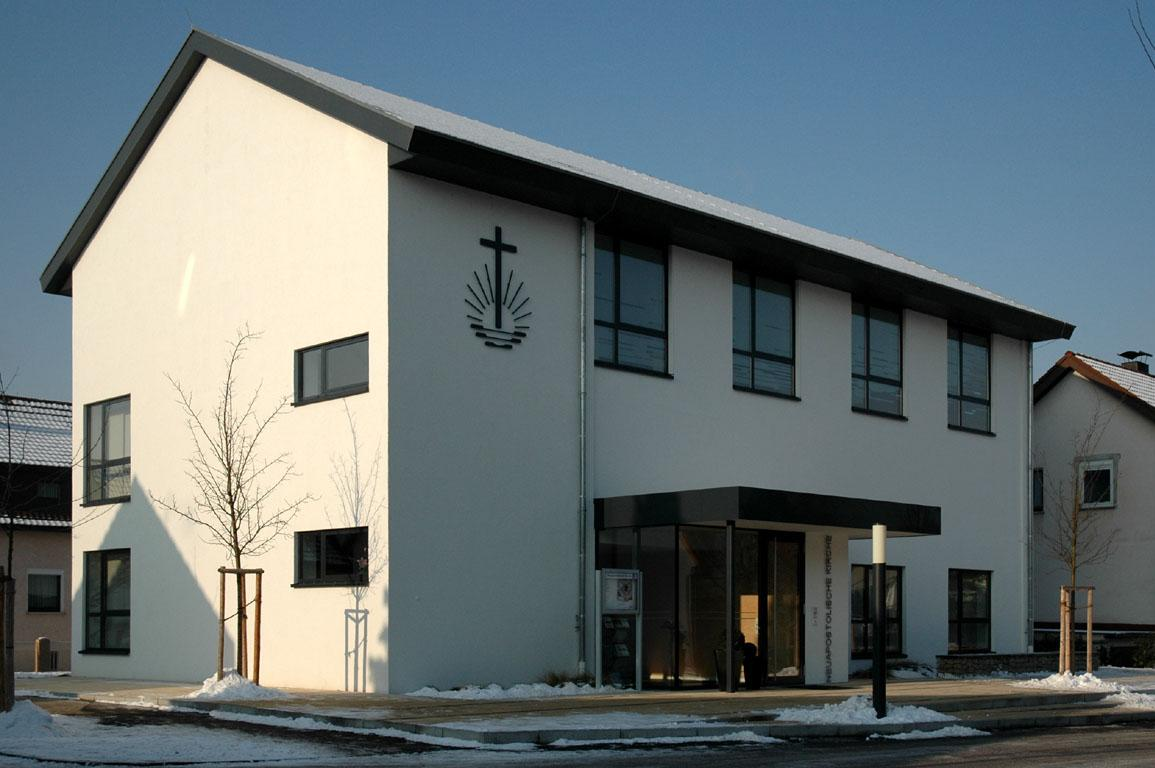
Neuapostolische Kirche in Lauffen

Nach der Schlacht bei Lauffen war sie 1534 die erste Stadt in Württemberg, in der die Reformation eingeführt wurde. Der erste evangelische Pfarrer Hieronymus Hailbrunner wird 1546 erwähnt, hat aber wohl schon früher in Lauffen gewirkt. Der slowenische Reformator Primož Trubar lebte ab 1565 ein Jahr in Lauffen, wo er die Pfarrei übernahm und die Psalmen ins Slowenische übersetzte. Seit der Reformation ist die Stadt überwiegend evangelisch geprägt. Eine römisch-katholische Kirchengemeinde gibt es erst wieder seit 1946; sie konnte 1976 die Pfarrkirche St. Paulus einweihen.
Die evangelische Kirchengemeinde Lauffen umfasst etwa 6000 Mitglieder, die katholische Kirchengemeinde Lauffen etwa 3000 (davon etwa 500 in Neckarwestheim). Die neuapostolische Kirche hat ebenfalls eine Gemeinde in Lauffen, die 2007 zunächst 136 Mitglieder hatte, nach der Zusammenlegung mit der neuapostolischen Kirchengemeinde Neckarwestheim im Juli 2007 dann 210.

## Politik

### Gemeinderat
Der Gemeinderat von Lauffen umfasst 22 ehrenamtliche Mitglieder, die für eine Amtszeit von fünf Jahren gewählt werden, sowie die Bürgermeisterin als ebenfalls stimmberechtigte Vorsitzende. Die letzte Gemeinderatswahl am 9. Juni 2024 brachte das folgende Ergebnis (im Vergleich zur vorletzten Wahl 2019):
| Partei / Liste           | Sitze | +/− |
| ------------------------ | ----- | --- |
| CDU                      | 6     | ± 0 |
| Freie Wähler             | 4     | − 1 |
| SPD                      | 3     | ± 0 |
| FDP                      | 3     | − 1 |
| GRÜNE                    | 3     | − 1 |
| AfD                      | 2     | + 2 |
| Bürger für Lauffen (BfL) | 1     | + 1 |

### Bürgermeister
Seit dem 1. August 2023 ist Sarina Pfründer Bürgermeisterin von Lauffen am Neckar. Sie wurde am 7. Mai 2023 mit 88,7 Prozent der Stimmen gewählt. Sie folgte Klaus-Peter Waldenberger nach, der von 1999 bis 2023 amtierte. Davor war Manfred Kübler von 1975 bis 1999 Bürgermeister.

### Wappen und Flagge
| Wappen von Lauffen am Neckar | Blasonierung: „In Silber ein grün gekleideter laufender Bote (‚Läufer‘) mit roter Feder am grünen Hut und roten Schuhen, in der erhobenen Rechten einen silbernen Brief mit rotem Siegel haltend, mit der Linken einen rot geschäfteten Spieß mit blauer Spitze schulternd.“ |
| Wappen von Lauffen am Neckar | Wappenbegründung: Das früheste bekannte Wappen der Stadt Lauffen findet sich auf einem Siegel von 1293. Es wurde wahrscheinlich im letzten Drittel des 13. Jahrhunderts gestochen und zeigt einen halbierten Reichsadler als Hinweis auf den damaligen Eigentümer. Nachdem die Stadt vollständig an Baden übergegangen war, trat 1311 erstmals das badische Wappen in einem Lauffener Siegel auf. Für 1464 ist dann zum ersten Mal das jetzige redende Wappen in einem Siegel nachgewiesen. Zeichnungen dieses Wappens in natürlichen Farben sind seit 1575 erhalten, wobei der Schildgrund manchmal auch golden statt silbern tingiert war. Die Stadtfarben sind Grün-Weiß. |

In Anlehnung an das Wappen verwendet die Stadt Lauffen ein L mit stilisiertem Boten als Logo.

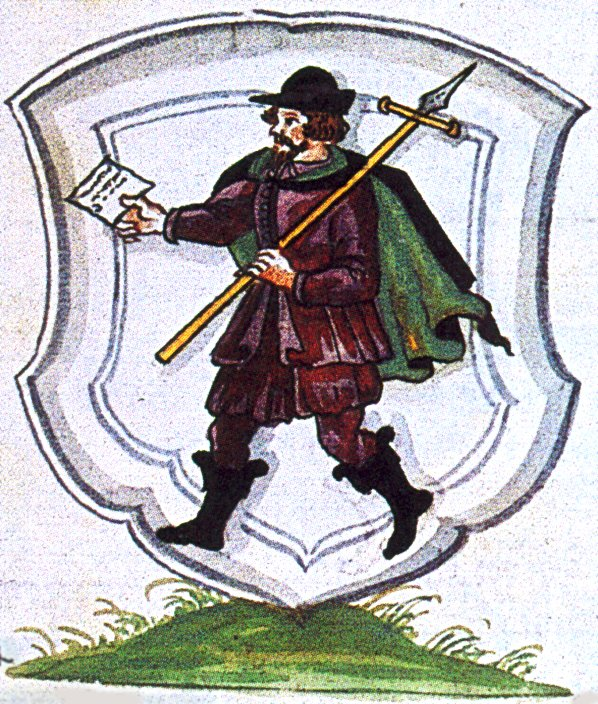
Darstellung von David Wolleber aus dem 16. Jahrhundert
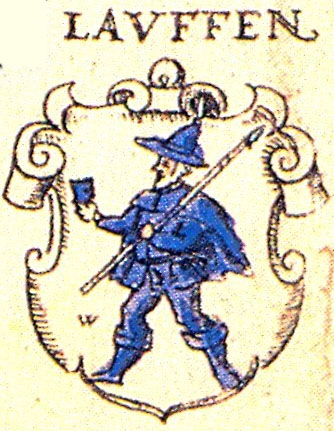
Lauffener Wappen in Johann Siebmachers Wappenbuch von 1605
Heutiges amtliches Wappen Lauffens
Logo der Stadt Lauffen

### Partnerstädte
Lauffen unterhält Partnerschaften mit der Gemeinde La Ferté-Bernard im Département Sarthe in Frankreich (seit 1974) und mit der Stadt Meuselwitz im Landkreis Altenburger Land, Thüringen (seit 1990).

## Kultur und Sehenswürdigkeiten

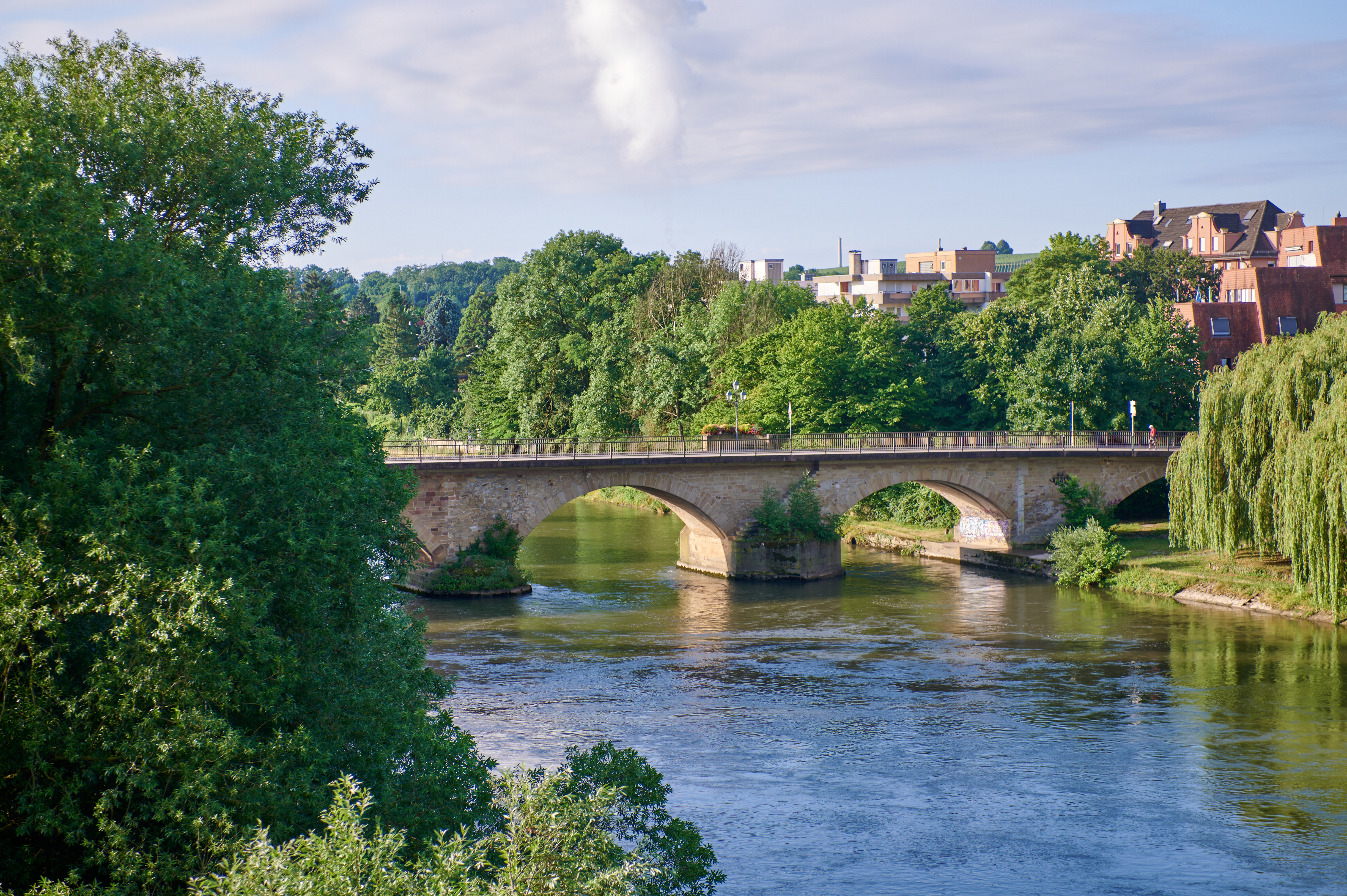
Die Neckarbrücke, 2022

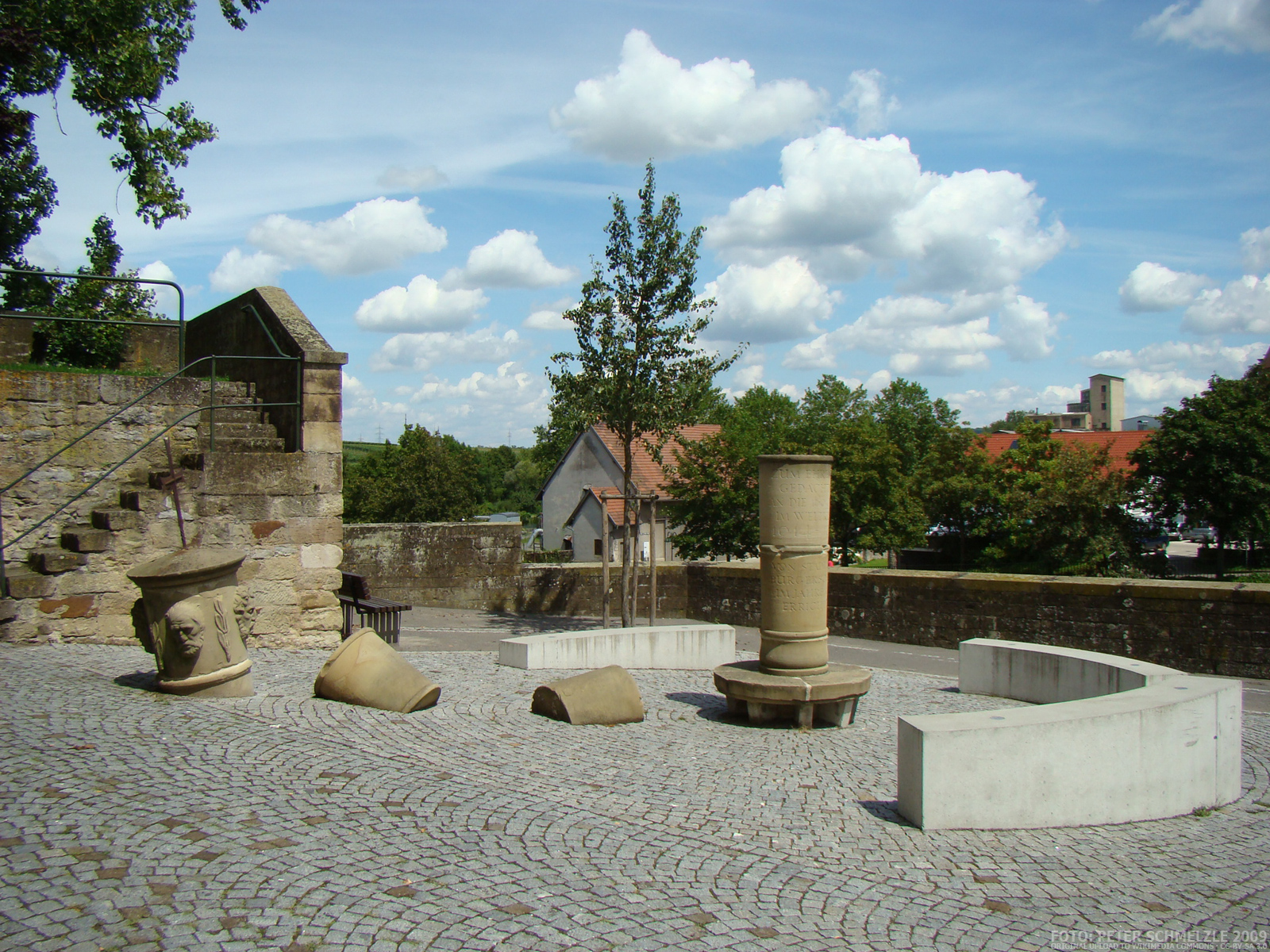
Kriegerdenkmal beim Rathaus

### Bauwerke
In Lauffen sind zahlreiche Baudenkmäler erhalten. Der historische Stadtkern von Lauffen-Stadt und das alte Lauffen-Dorf stehen seit 1984 als Gesamtanlage unter Denkmalschutz.
- Das Lauffener Rathaus ist eine ehemalige Burg der Grafen von Lauffen, die im 11. Jahrhundert erbaut, im Dreißigjährigen Krieg zerstört und nach 1648 als Sitz des Oberamtmanns neu erbaut wurde, wobei der romanische Bergfried erhalten blieb. Die Anlage dient seit 1817 als Rathaus und wurde seitdem mehrfach umgebaut. Beim Rathaus befindet sich das Lauffener Kriegerdenkmal, das 1922 für die 189 örtlichen Opfer des Ersten Weltkrieges errichtet, jedoch 1949 beim Bau des Neckarkanals abgebrochen und 2004 in fragmentarischer Form wiederaufgebaut wurde.
- Die Regiswindiskirche wurde in ihrer jetzigen Form im 16. Jahrhundert nach einem Brand errichtet. Vorgängerbauten gehen bis auf das Jahr 741 zurück (Martinskirche), seit 1227 besteht ein Regiswindis geweihter Bau. An der Außenseite des Chors ist ein fragmentarischer Ölberg von Hans Seyfer um 1507 erhalten.
- Neben der Regiswindiskirche befindet sich die Regiswindiskapelle, eine ursprünglich der Heiligen Anna geweihte Friedhofskapelle, in der sich der 1227 gefertigte Sarkophag der Ortsheiligen befindet.

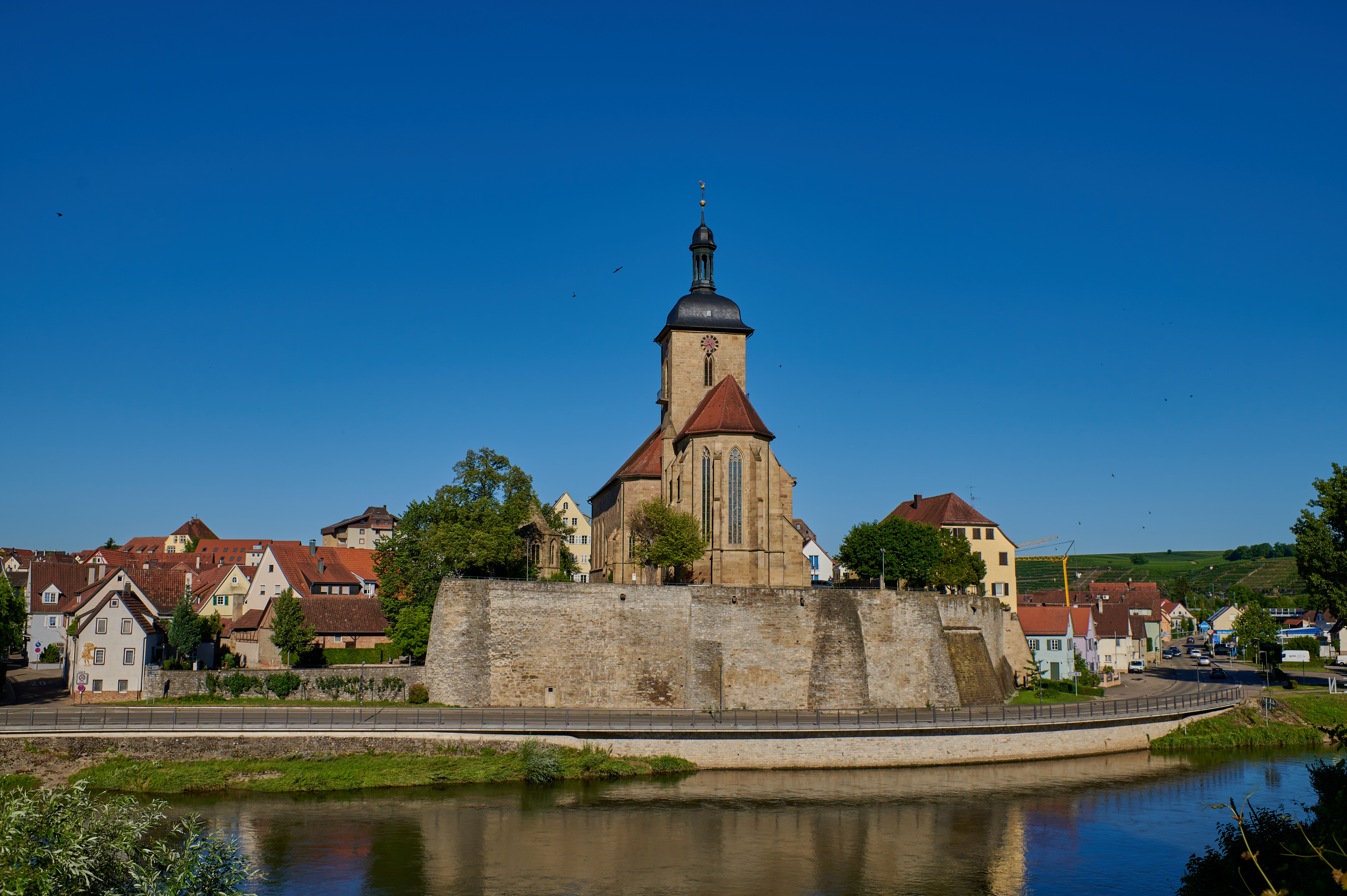
Regiswindiskirche
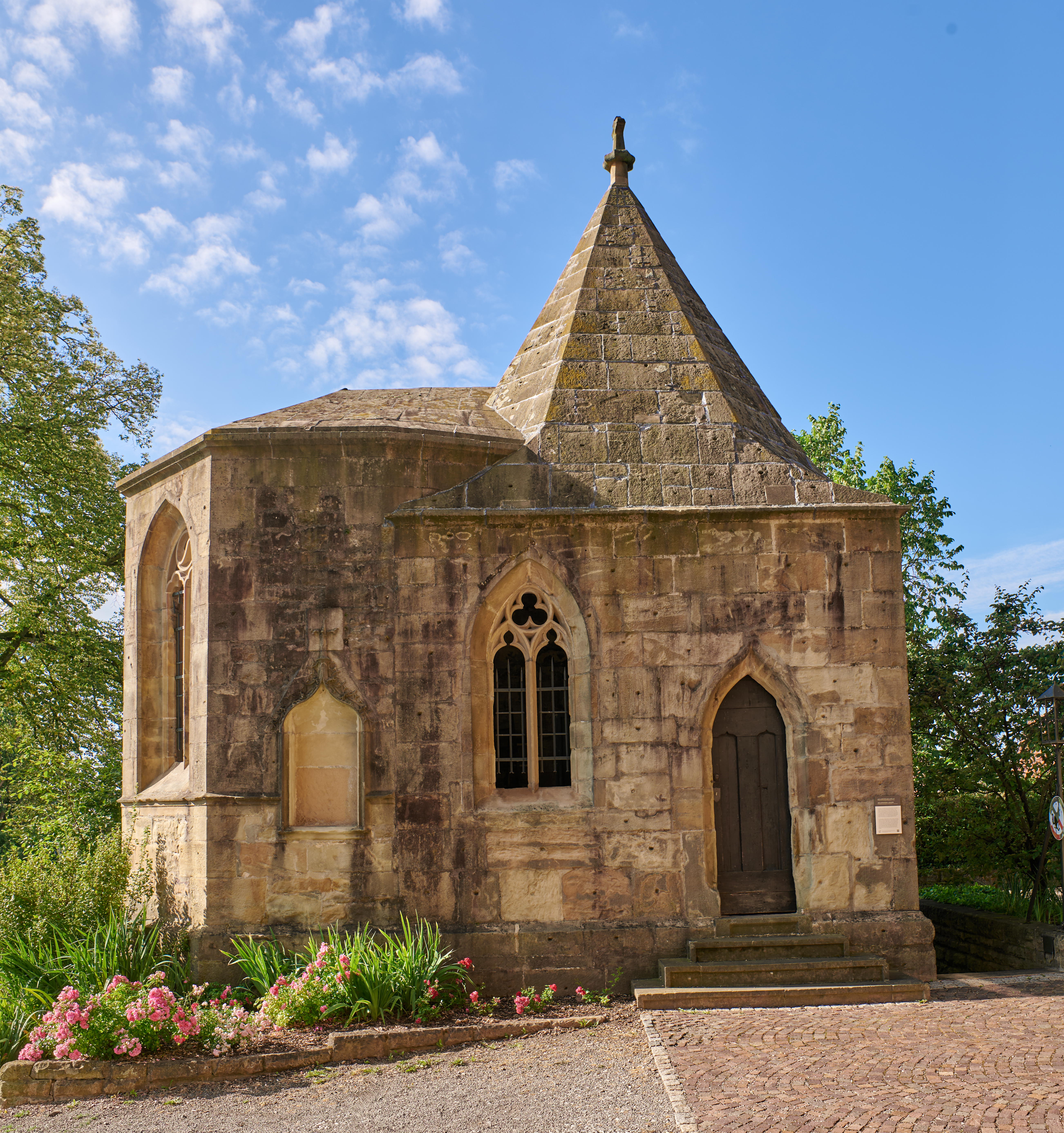
Regiswindiskapelle
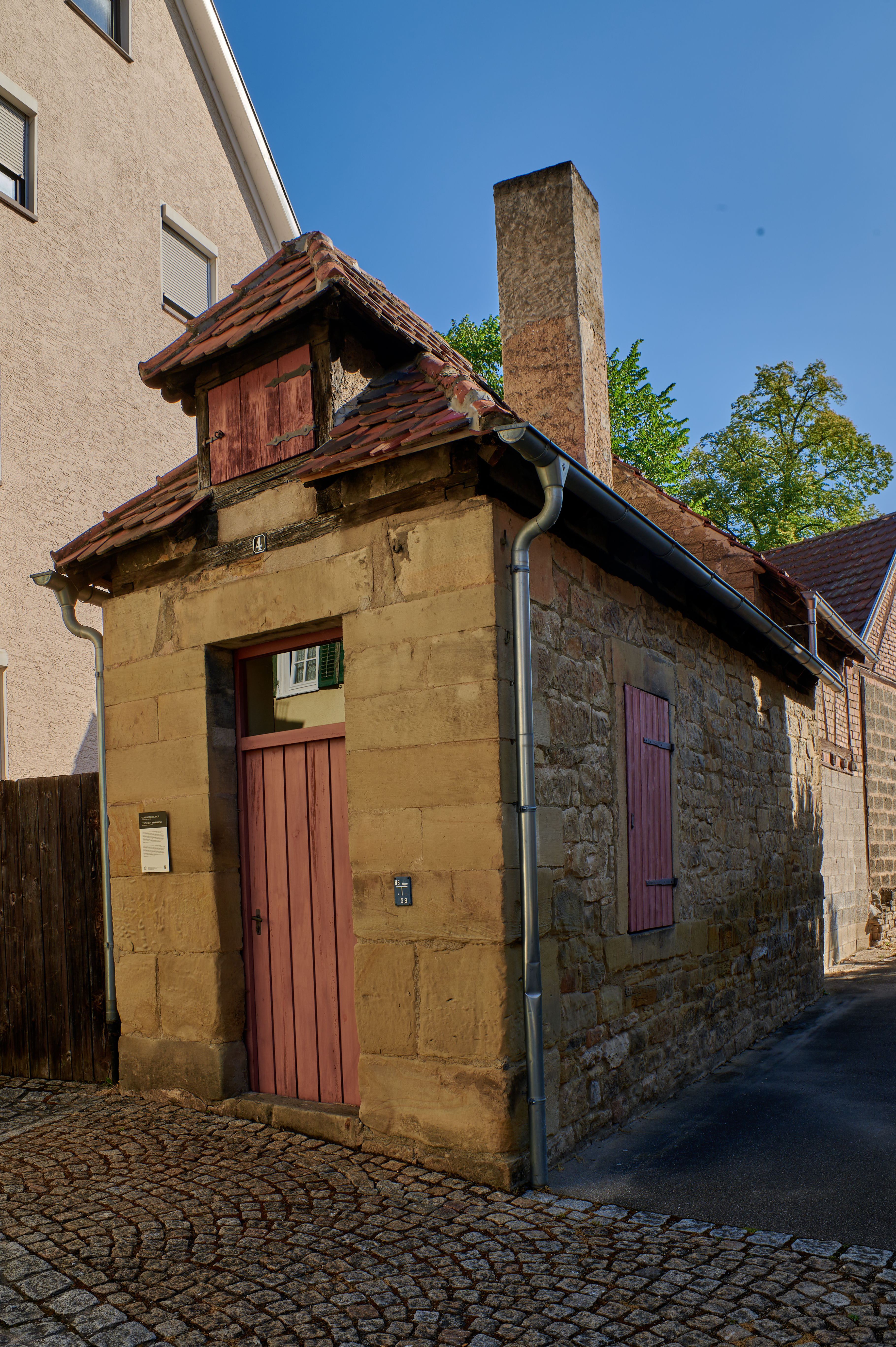
Backhaus

- In der Ortsmitte von Lauffen-Dorf befinden sich zahlreiche historische Gebäude, unter anderem Barockwohngebäude aus dem 18. Jahrhundert und die historische Anlage am Kirchberg mit altem Backhaus. Am Rande des Kirchbergs verläuft die kuriose Grabengasse, der zwischenzeitlich mit Fachwerkgebäuden überbaute Graben der einstigen Burg um die Kirche, durch den einst sogar motorisierter Verkehr floss

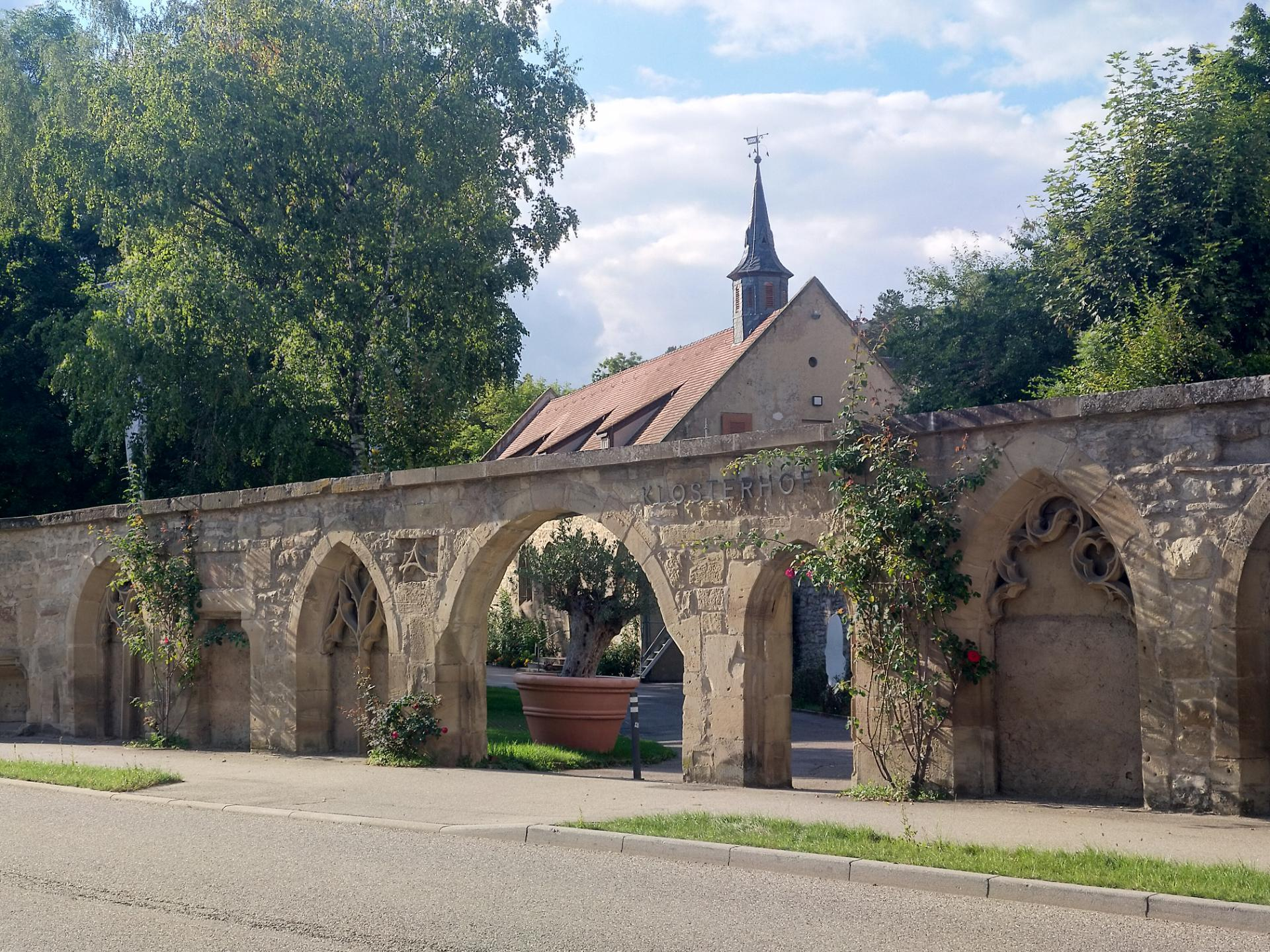
Mauer des Klosterhofs

- Ebenfalls sehenswert ist der größtenteils gut erhaltene, verkehrsberuhigte Stadtteil Städtle, überwiegend mit Fachwerkgebäuden, die bis zum 15. Jahrhundert zurück datieren. Hervorzuheben sind die ursprünglich als Schloss geplante Alte Kelter, das Erkerhaus, der Vogtshof, das Gasthaus Sonne sowie die Stadtmauer mit Altem Heilbronner Tor aus dem 13. Jahrhundert, Neuem Heilbronner Tor von 1772 und Altem Gefängnis
- Die seit Mitte des 19. Jahrhunderts irrtümlich so genannte Martinskirche in Lauffen-Stadt war ursprünglich eine Nikolauskapelle, die um 1200 errichtet wurde. Sie war keine eigenständige Kirche, sie wurde von Pfarrern aus dem Dorf mitbetreut. Nach Einführung der Reformation verfiel die Kapelle und diente als Heu- und Haferschuppen. 1883/84 wurde sie renoviert, im Zweiten Weltkrieg schwer beschädigt, 1949 und 1977/78 erneut renoviert. Seit 1978 wird die einschiffige Kapelle wieder für Gottesdienste genutzt. Im Chor wurden bei der Renovierung 1977/78 mehrere Schichten von Wandmalereien freigelegt
- Im Klosterhof befinden sich die wiederaufgebaute Klosterkirche, die für Veranstaltungen und Ausstellungen genutzt wird,[37] sowie ein Lapidarium mit mehreren alten Grenzsteinen und eine Hölderlin-Gedenkstätte
- An der Straße nach Ilsfeld befindet sich die Lauffener Villa rustica, die 1978 ausgegraben und teilrestauriert wurde. Ebenfalls an der Landstraße nach Ilsfeld sind Reste des Württembergischen Landgrabens erhalten geblieben, zu dem auch der Landturm, eine ehemalige Zollstation, gehört
- Im Stadtgebiet liegt die Staustufe Lauffen im Neckar

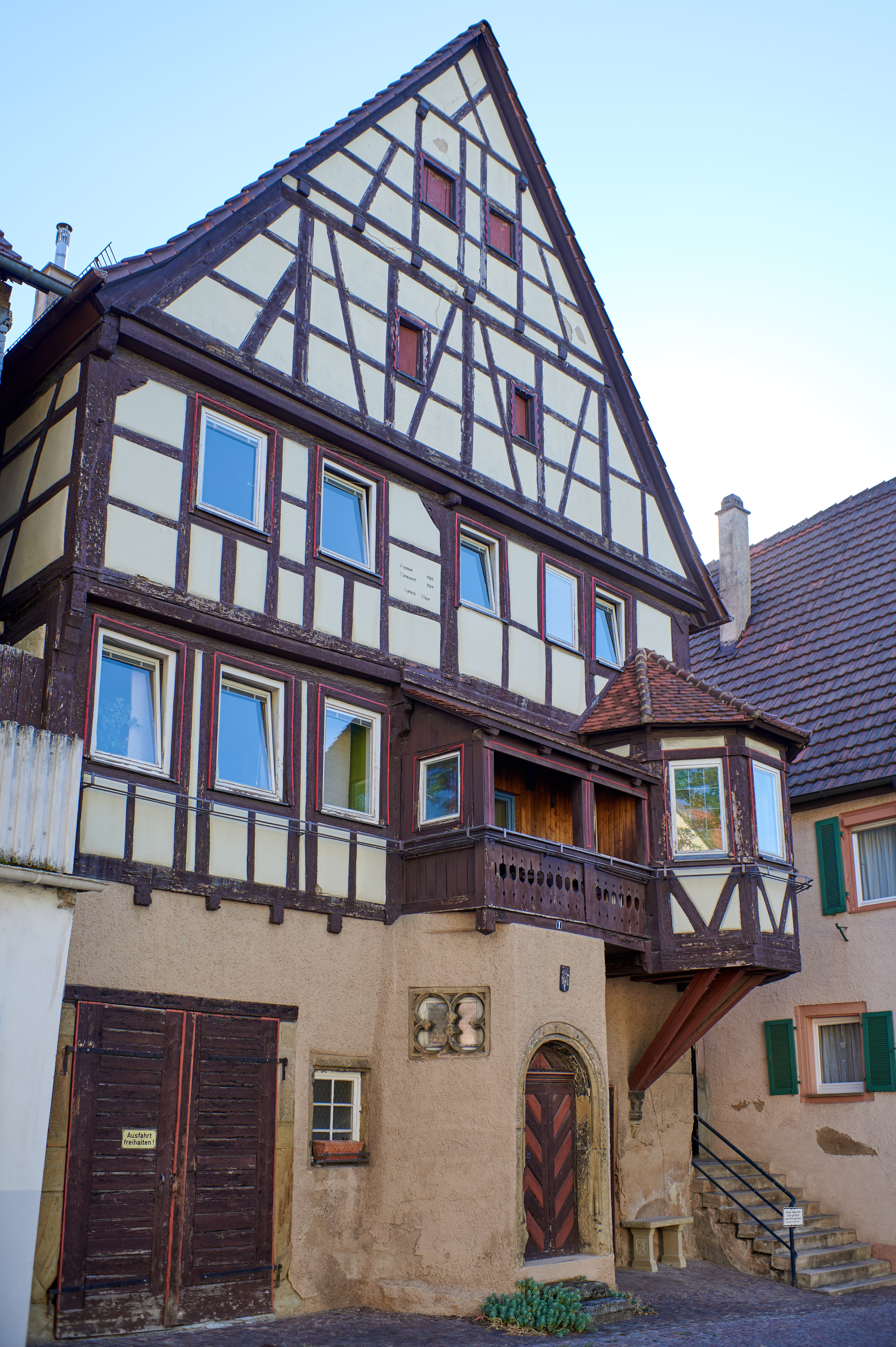
Erkerhaus
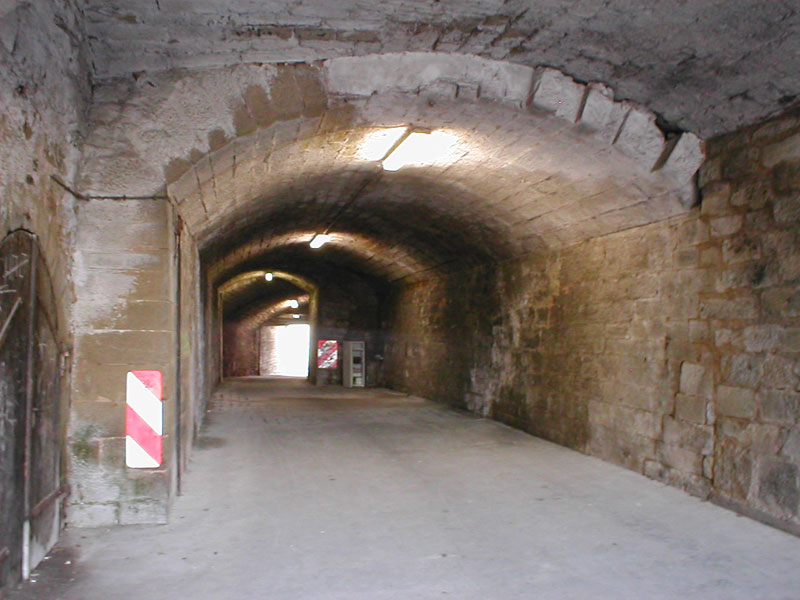
Grabengasse
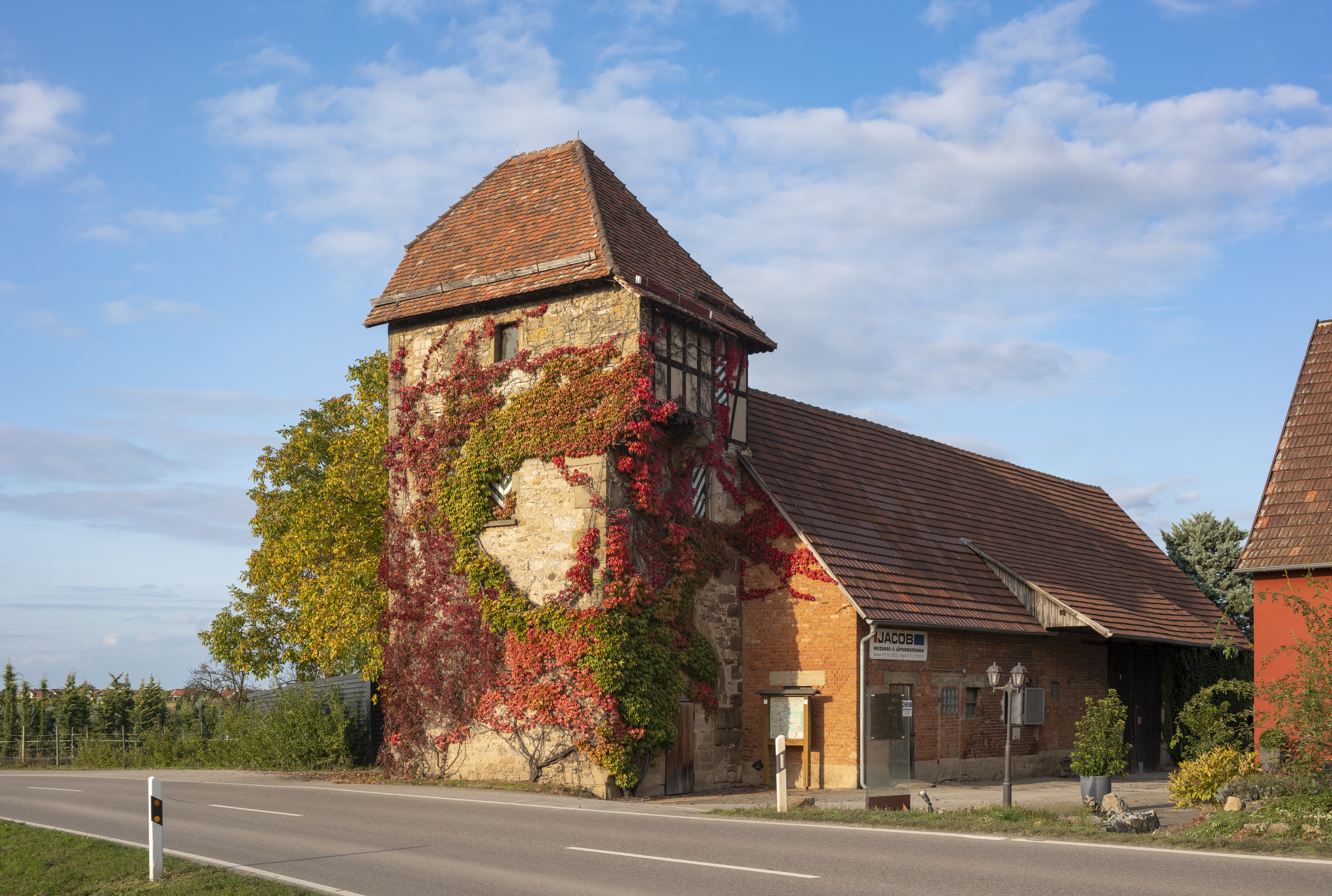
Lauffener Landturm

### Museen
Im Burgmuseum im Rathaus ist die Geschichte der Grafenburg dokumentiert. Im Jahr 2020 wurde im Hölderlinhaus ein Hölderlin-Museum eröffnet.
Von 1984 bis 2019 befand sich ein städtisches Museum in der wiederaufgebauten Klosterkirche im Klosterhof.

### Kino
Das Mobile Kino und der Filmklub Lauffen zeigen regelmäßig Filme in der Stadthalle beziehungsweise in der Aula des Hölderlin-Gymnasiums.

#### Ehemalige Kinos
Das erste Kino in Lauffen eröffnete 1927 unter dem Namen Filmbühne in der Stuttgarter Straße 4. 1952 siedelte die Filmbühne in das Gebäude Postplatz 7 um. 1969 musste das Kino im Zuge des allgemeinen Kinosterbens aufgeben. In den ehemaligen Räumen der Filmbühne in der Stuttgarter Straße 4 existierte von 1954 bis Ende der 1960er Jahre noch ein weiteres Kino, die Lichtburg.

### Theater
In Lauffen finden regelmäßig Gastspiele der Badischen Landesbühne Bruchsal und der Württembergischen Landesbühne Esslingen statt. Die Städtlesbühne im alten Vogtshof in Lauffen-Stadt bietet seit 1994 etwa 15 Mal pro Saison Laien-Mundarttheater.

### Sport und Sportanlagen
Seit 2012 gibt es in Lauffen am Forchenwald mit dem „Dirtpark“ einen Parcours für geländegängige Räder. Er wird vom Skiclub des Turnverein Lauffen betreut.

### Veranstaltungen
Das Lauffener Kinderfest geht auf den seit 1652 belegten Lauffener Maientag zurück.

## Wirtschaft und Infrastruktur

### Weinbau
Mit 585 Hektar bestockter Rebfläche (Stand: 2010), davon über 90 % rote Rebsorten, steht Lauffen heute an zweiter Stelle der Weinbaugemeinden im Weinbaugebiet Württemberg. Gemessen am Rebflächenanteil an der gesamten Bodenfläche (25,9 %) ist Lauffen die Gemeinde mit dem intensivsten Weinbau in Württemberg.
Die Lauffener Lagen gehören zur Großlage Kirchenweinberg im Bereich Württembergisch Unterland des Weinbaugebietes Württemberg. Lokal dominierende Sorte mit einem Anteil von 60 % ist der Schwarzriesling, gefolgt von Samtrot (9 %) und Trollinger (6 %).
Lauffen ist einer der wenigen Weinbauorte, die bereits zweimal die Württembergische Weinkönigin stellten (Ilse Eberbach 1972 und Karoline Rembold 1984).
Die Lauffener Weingärtnergenossenschaft wurde 1935 gegründet und ist mit einem Absatz von ca. 6 Millionen Liter und einem Umsatz von ca. 22 Millionen Euro jährlich eine der größten und auch eine der qualitativ besten württembergischen Weingärtnergenossenschaften. Der Genossenschaft gehören ca. 600 Mitglieder an, die Rebfläche beträgt ca. 570 Hektar. Bekannt sind vor allem die unter dem Namen Katzenbeißer verkauften Qualitätsweine.
Daneben gibt es noch einige Weingärtner, die ihren Wein selbst ausbauen und vermarkten. Die Weinsberger Weinbauschule verfügte von 1926 bis Ende der 1990er Jahre über eine Außenstelle für Rebenzüchtung in Lauffen.

### Verkehr

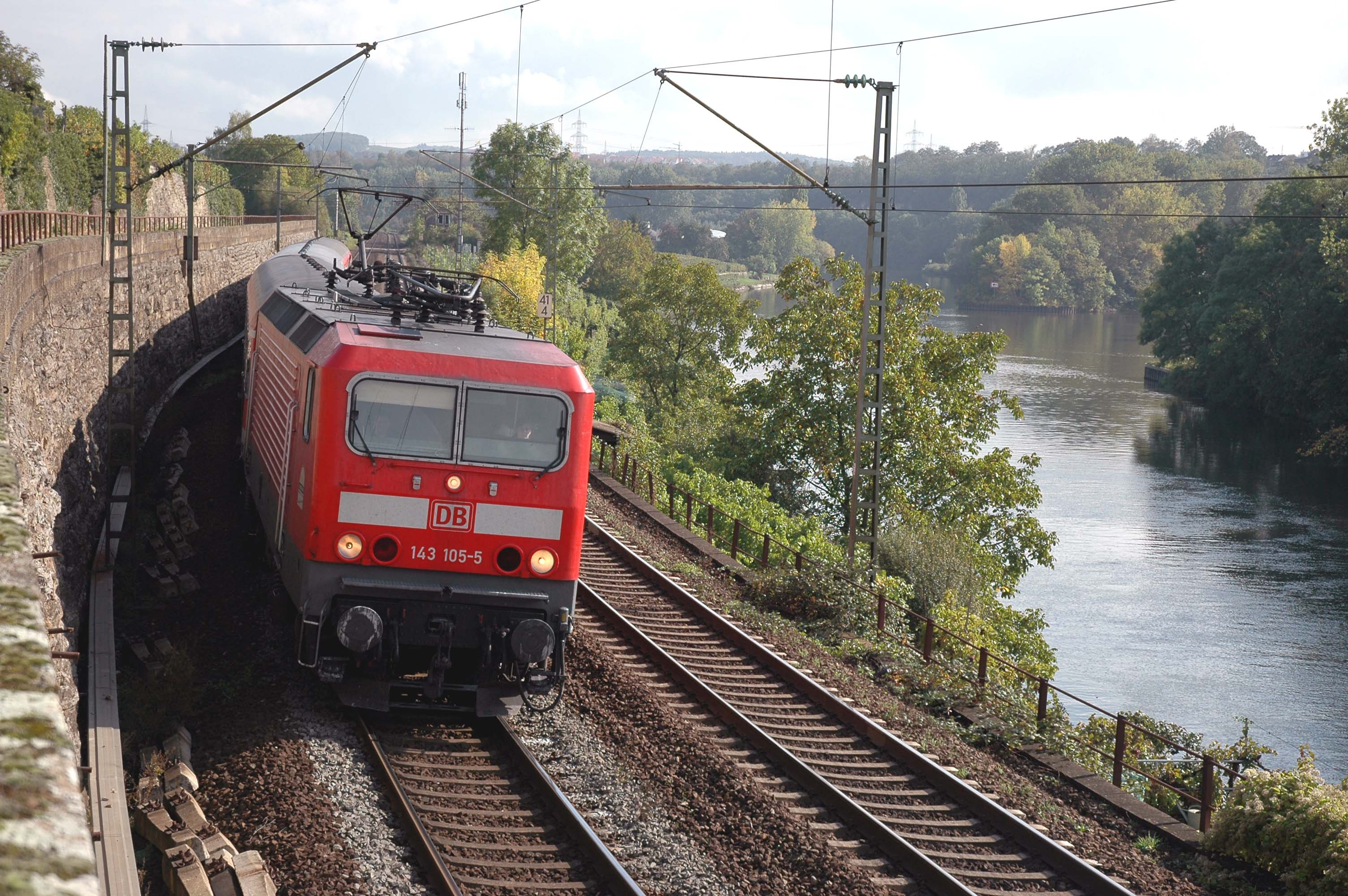
Regionalbahn von Heilbronn nach Stuttgart am Neckar bei Lauffen

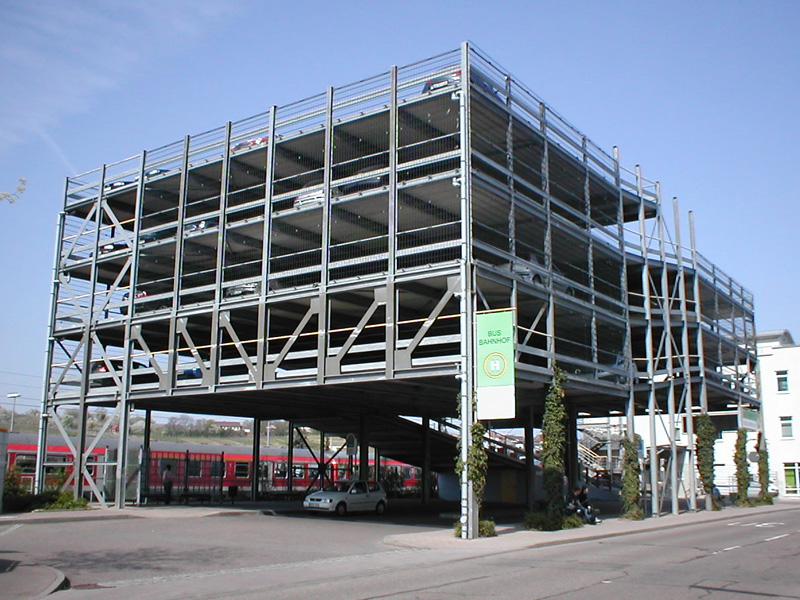
Busbahnhof in Lauffen

#### Bahnverkehr
Der Lauffener Bahnhof liegt an der Frankenbahn von Stuttgart nach Würzburg. Es gibt ungefähr im Halbstunden-Takt Verbindungen mit Regionalbahnen nach Stuttgart/Tübingen und nach Heilbronn/Osterburken. In Tagesrandlage halten auch die RE-Züge der Linie Stuttgart-Würzburg in Lauffen.
Bis 1995 war Lauffen Ausgangspunkt der Zabergäubahn nach Leonbronn, bereits 1986 wurde der Personenverkehr auf der Strecke eingestellt. Der Landkreis Heilbronn verfolgt seit den 1990er Jahren die Reaktivierung als Stadtbahnstrecke und damit an den Anschluss von Lauffen an das Netz der Stadtbahn Heilbronn.

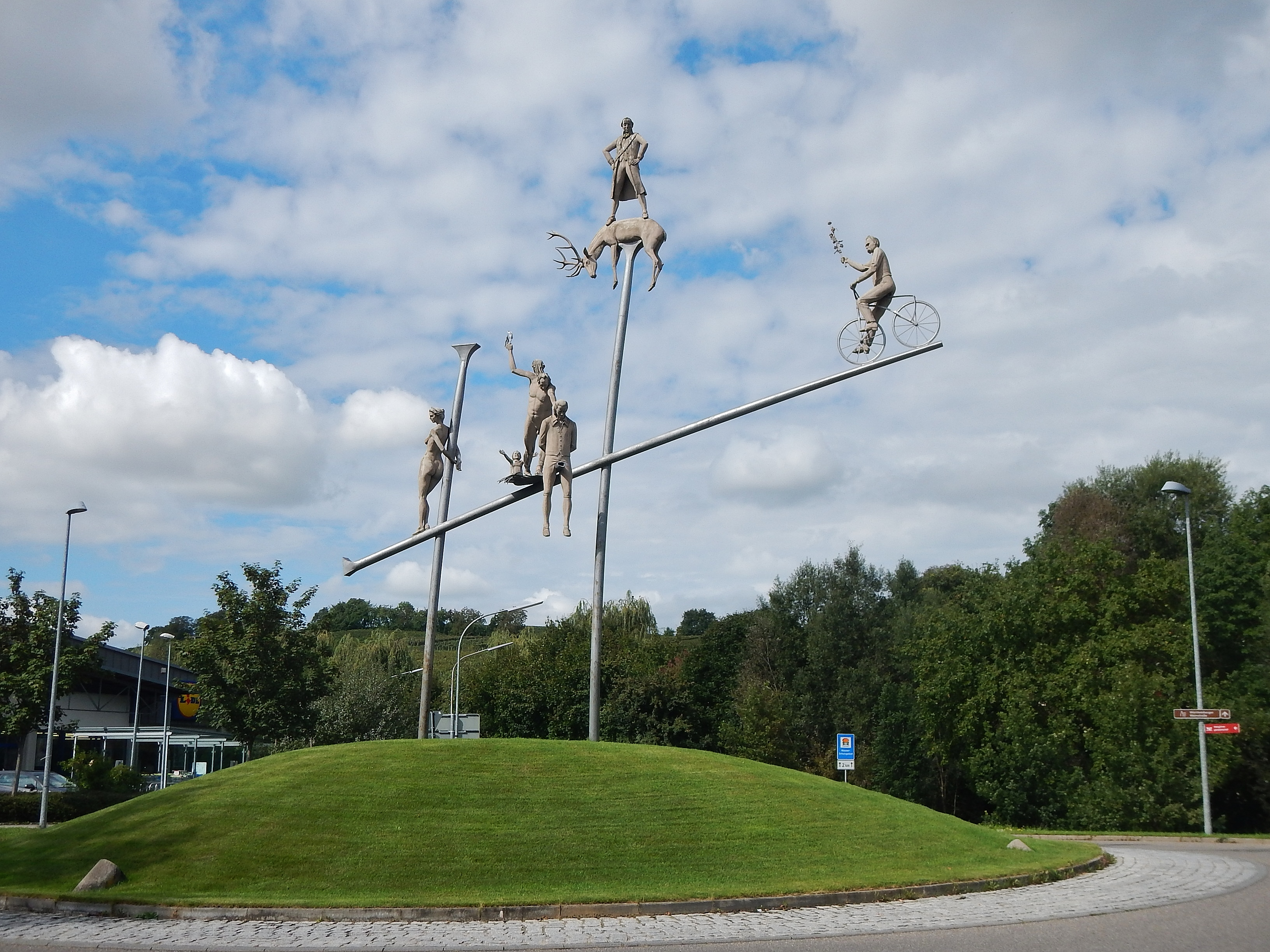
Kreiselkunstwerk von Peter Lenk

#### Fernstraßen
An das überregionale Straßennetz ist Lauffen durch die Bundesstraße 27 angebunden. Die nächste Autobahnanschlussstelle an die A 81 befindet sich in Ilsfeld, neun Kilometer von Lauffen entfernt. Ortskundige bevorzugen in Richtung Süden jedoch die Anschlussstelle Mundelsheim, in Richtung Westen die Anschlussstelle Untereisesheim, da Ilsfeld in beiden Fällen einen Umweg bedeutet und so staugefährdete Abschnitte umfahren werden können.
In den 1970er Jahren war nahe dem Lauffener Landturm ein Autobahndreieck vorgesehen, das die seinerzeit geplanten Autobahnen A 45 und A 83 verknüpft hätte. Die Planungen wurden jedoch nicht realisiert.

#### Radverkehr
Durch eine Alltagsroute aus dem Radnetz Baden-Württemberg ist Lauffen mit Heilbronn und in der anderen Richtung über Kirchheim am Neckar und Besigheim mit Bietigheim-Bissingen verbunden. Auf derselben Strecke verläuft als Landes-Radfernweg der Neckartal-Radweg durch Lauffen. Er führt von Villingen-Schwenningen nach Mannheim. Der Württemberger Weinradweg führt ebenfalls durch das Stadtgebiet. Er beginnt in Rottenburg am Neckar und führt nach Niederstetten. Dabei verläuft er von Beilstein über Ilsfeld und Talheim nach Lauffen und weiter über Brackenheim in den Eppinger Stadtteil Kleingartach.

### Ansässige Unternehmen

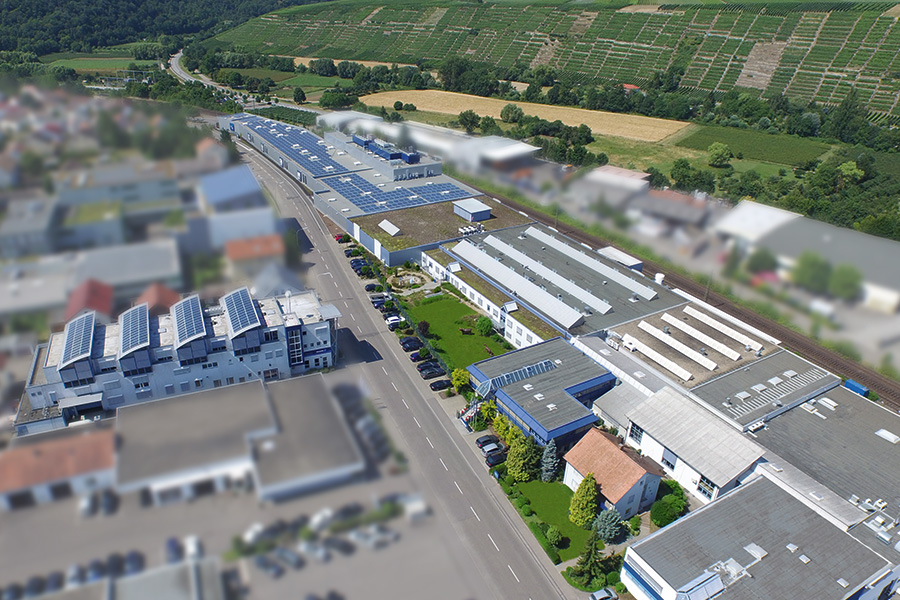
Schunk in Lauffen

Von überregionaler Bekanntheit ist der Betrieb Schunk, Weltmarktführer in Segmenten der Spann- und Greiftechnik. Das Unternehmen beschäftigt weltweit mehr als 2500 Mitarbeiter, davon rund 800 in Lauffen und 470 im Nachbarort Hausen an der Zaber. Ebenfalls überregional bekannt ist der Orgelbaubetrieb Rensch. Das bereits seit dem 19. Jahrhundert bestehende Zementwerk gehörte bis 2003 zur ZEAG, seitdem zur Märker-Gruppe.

### Ver- und Entsorgung
Für die Gas- und Wasserversorgung und für die Abwasserentsorgung gründete die Stadt Lauffen 1973 aus einem kommunalen Eigenbetrieb heraus die Stadtwerke Lauffen. Momentan ist die Stadt Lauffen Alleingesellschafter der GmbH. Mit der Betriebsführung wurde die Heilbronner Versorgungs GmbH beauftragt.
Lauffen erhält sein Trinkwasser vollständig über die Bodensee-Wasserversorgung. Die Nachbarstadt Brackenheim unterhält im Lauffener Gewann Mittelwiesen am Unterlauf der Zaber einen Brunnen, über den die meisten Brackenheimer Stadtteile versorgt werden.
Zur Reinigung der Abwässer betreibt Lauffen seit 1964 eine eigene Kläranlage. Sie liegt am Neckar unterhalb der Zabermündung.

### Medien
Über das Geschehen in Lauffen am Neckar berichten die Tageszeitung Heilbronner Stimme in ihrer Ausgabe W, Landkreis West und das Amtsblatt Lauffener Bote.

### Öffentliche Einrichtungen

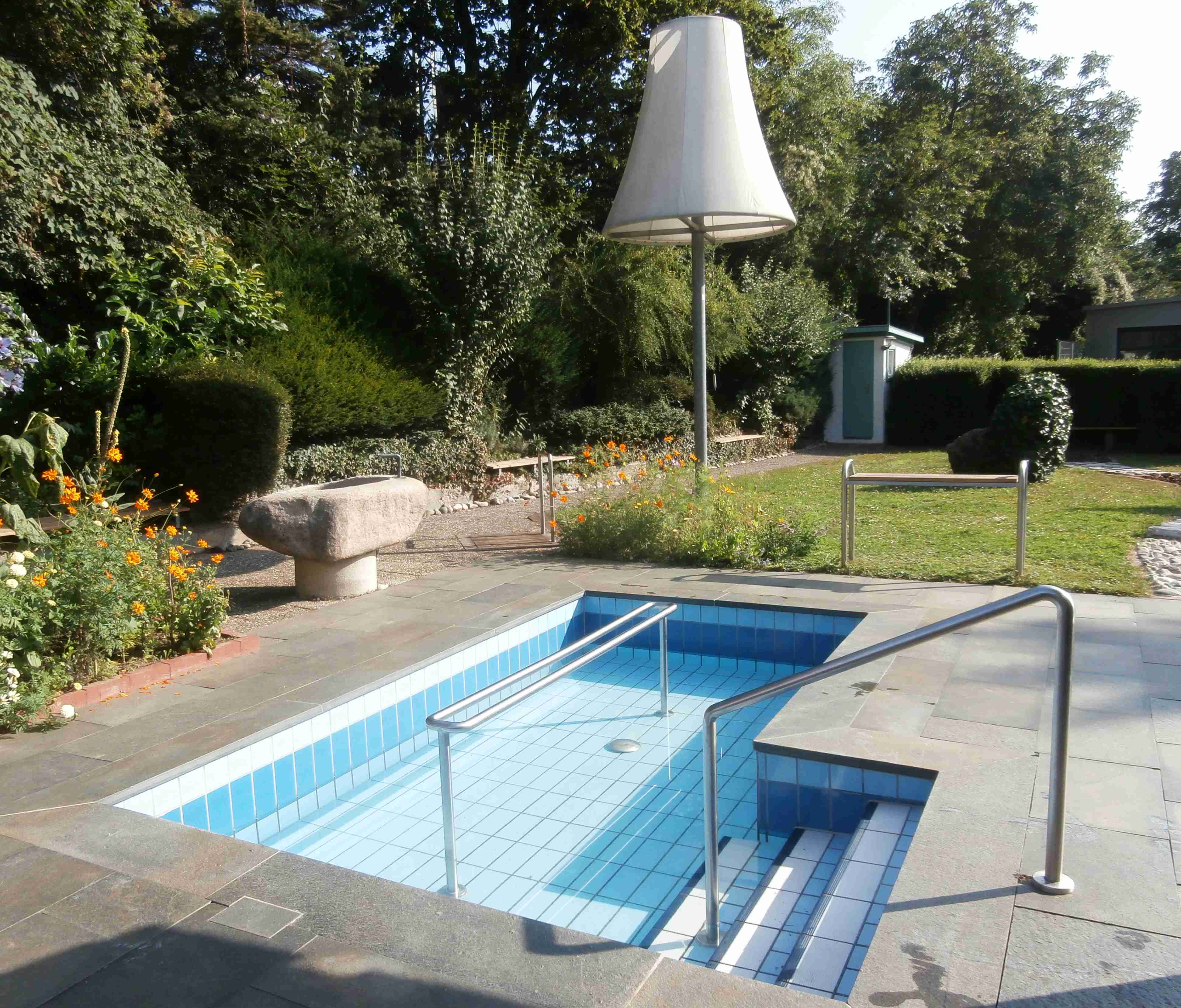
Kneippanlage Lauffen

In Lauffen gibt es ein Notariat und ein Polizeirevier, das für den südwestlichen Landkreis Heilbronn und das Leintal westlich der Stadt Heilbronn zuständig ist.
Die Freiwillige Feuerwehr Lauffen mit ihren heute rund 100 aktiven Feuerwehrleuten wurde 1861 als gemeinsame Feuerwehr für Stadt und Dorf Lauffen gegründet. Das Magazin befand sich zunächst auf der Insel beim Rathaus, 1924 wurde es aufgrund der beengten Verhältnisse auf den Platz vor der Alten Kelter verlegt, später befand sich die Feuerwehr in der Sonnenstraße im Dorf, bis sie abermals aus Platzgründen 2003 in einen Neubau in der Raiffeisenstraße hinter dem Bahnhof umzog. Die Lauffener Feuerwehr verfügt über einen Gerätewagen Messtechnik, der für ABC-Einsätze im gesamten südlichen Landkreis Heilbronn bereitgehalten wird.
Für Gesundheitsversorgung von Stadt und Dorf Lauffen wurde ab 1885 durch ein Kranken- und Armenhaus westlich der Stadtmauer des Städtle (heutiges Gebäude Heilbronner Straße 93) eröffnet. Die Einrichtung blieb bis in die 1950er Jahre in Betrieb. 1945 erhielt Lauffen im Bereich des Klosters ein weiteres Krankenhaus, das bereits 1956 durch einen Neubau ersetzt wurde. Die Abteilung für Geburtshilfe bestand bis 1982, und 1992 wurde es vollständig geschlossen. An seiner Stelle befindet sich seitdem ein Pflegeheim. In Lauffen befindet sich eine der zehn Rettungswachen im Landkreis Heilbronn. Betreiber ist der Arbeiter-Samariter-Bund Heilbronn-Franken.
1947 wurde ein Sandstrand am westlichen Ufer der Neckarinsel als offizieller Badeplatz ausgewiesen. Eine weitere Badestelle am Neckar bestand bis zum Bau der Schleuse an der Kanalstraße auf der Höhe der heutigen Brücke der B27. 1951 wurde das Freibad Ulrichsheide eröffnet, es wurde 1995 nach einer umfassenden Modernisierung neu eröffnet.
Neben den städtischen Kindergärten (Städtle, Herrenäcker, Brombeerweg, Herdegenstraße, Charlottenstraße und Karlstraße) bietet die Stadt in mehrern Kindergarten (Charlottenstraße, Brombeerweg und Herdegenstraße) zusätzlich eine Krippe für Kinder ab einem Alter von 12 Monaten an. Außerdem gibt es den evangelische Kindergarten Senfkorn mit angeschlossener Krippe, den katholischen St.-Paulus-Kindergarten und den Regiswindis-Waldorfkindergarten.

### Bildung

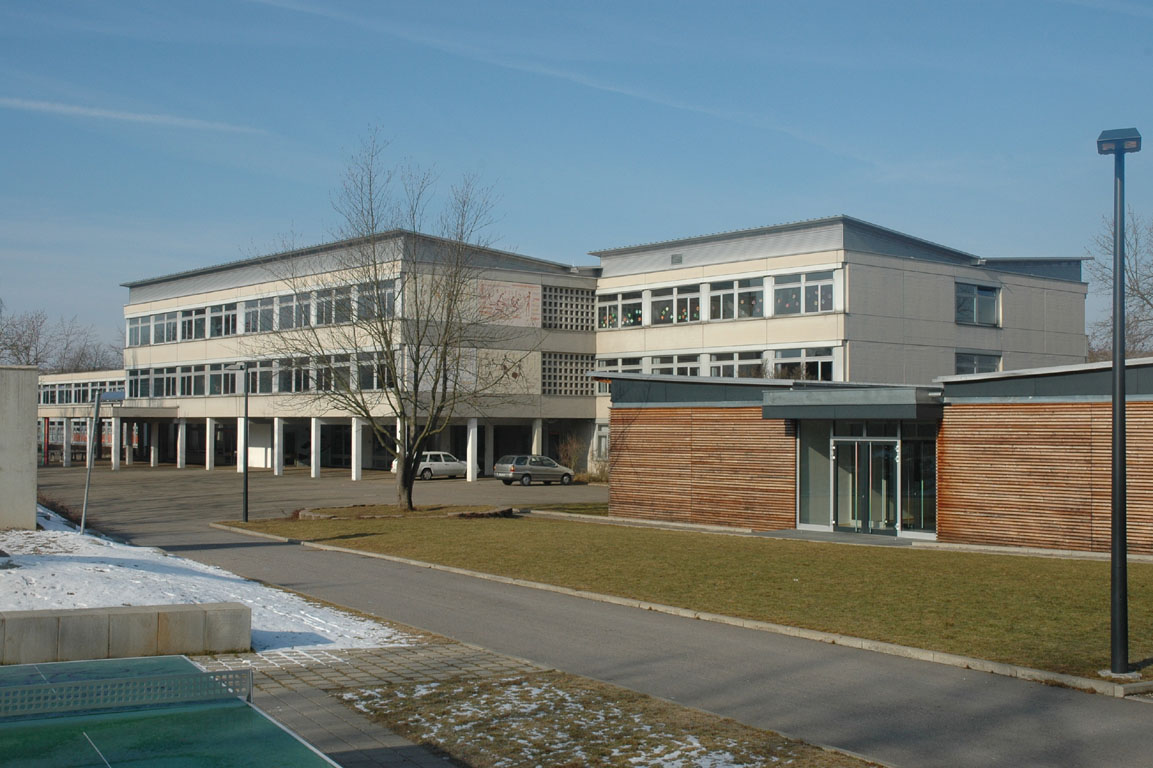
Hölderlin-Gymnasium Lauffen

Lauffen ist zu einem Schulzentrum für die umliegenden Orte (Nordheim, Nordhausen, Hausen, Meimsheim, Neckarwestheim, Talheim und Kirchheim) geworden. Die Stadt beherbergt die Herzog-Ulrich-Grundschule, die Hölderlin-Grundschule, die Hölderlin-Werkrealschule, die Hölderlin-Realschule, das Hölderlin-Gymnasium, die Erich-Kästner-Schule (Förderschule) und die Kaywald-Schule (Kreis-Sonderschule).
Darüber hinaus unterhält die Volkshochschule Unterland in Lauffen eine Außenstelle.
Es gibt in Lauffen eine katholische öffentliche Bücherei mit einem Bestand von 17.500 Medien.

### Tourismus

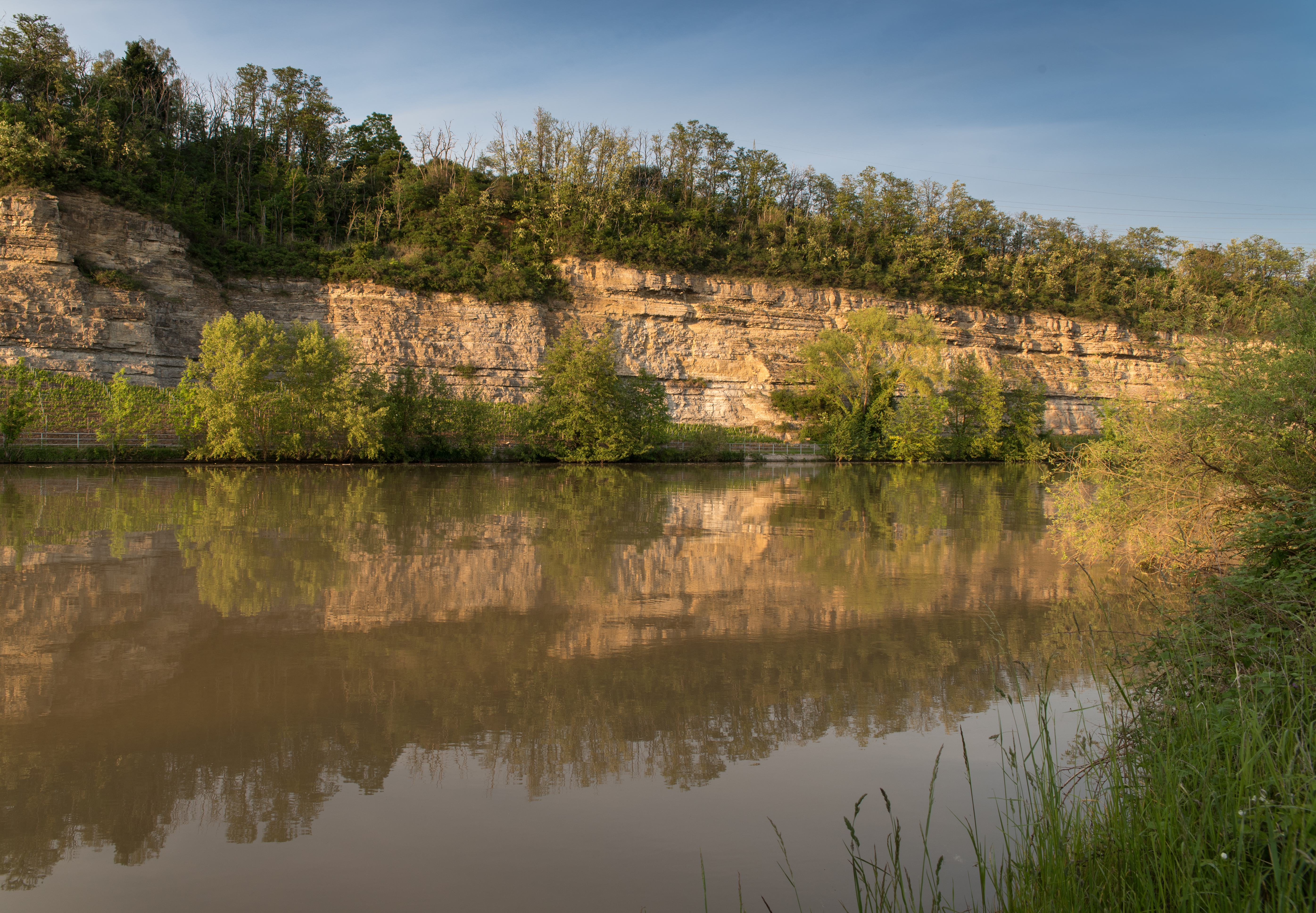
Naturschutzgebiet Prallhang des Neckars bei Lauffen

An historisch relevanten Plätzen in Lauffen sind erläuternde Hinweistafeln aufgestellt.
Lauffen liegt an der Württemberger Weinstraße, die an vielen touristisch interessanten Punkten vorbeiführt.
Die Stadt ist Mitglied in der Touristikgemeinschaft HeilbronnerLand und dem Neckar-Zaber-Tourismus.

## Persönlichkeiten

### Ehrenbürger
Die Stadt Lauffen hat folgenden Personen das Ehrenbürgerrecht verliehen:
- 1994: Gotthilf Link (* 19. Oktober 1926 in Lauffen am Neckar; † 30. Januar 2009 ebenda), Landwirt, Winzer, Politiker (CDU), Landtagsabgeordneter von 1972 bis 1988
- 2012: Heinz-Dieter Schunk (* 10. Januar 1942 in Lauffen am Neckar),[64] Geschäftsführer der Schunk GmbH & Co. KG[65]

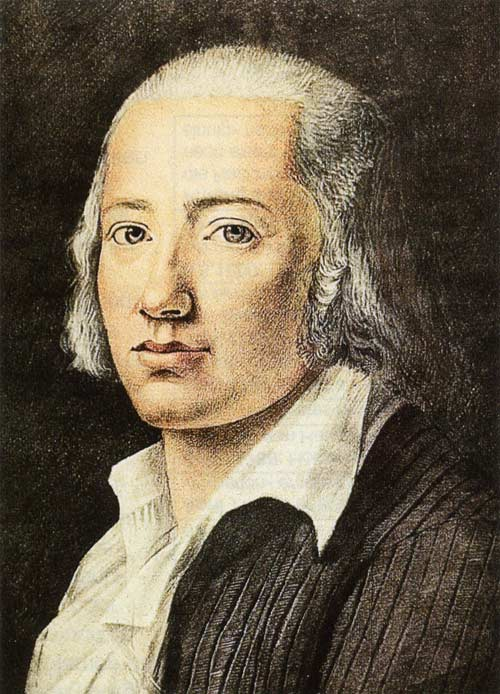
Friedrich Hölderlin im Alter von ca. 22 Jahren

### Söhne und Töchter der Stadt
- Regiswindis (um 832–um 839), Ortsheilige
- Philipp Heilbronner (1546–1616), evangelisch-lutherischer Theologe, Scholarch und Schulinspektor
- Friedrich Ferdinand Hofacker (1758–1811), Oberamtmann
- Johann Friedrich Zeller (1769–1846), erster Oberamtmann des Oberamts Heilbronn
- Friedrich Hölderlin (1770–1843), bedeutender Lyriker
- August Seyffer (1774–1845), Kupferstecher, Zeichner und Maler
- Ernst Eberhard Friedrich von Seyffer (1781–1856), Leiter der königlich württembergischen Bau- und Gartendirektion
- Johann Christoph (von) Herdegen (1787–1861), Beamter, Politiker und Finanzminister des Königreichs Württemberg
- Heinrich Volz (1791–1879), Landwirtschaftslehrer und Direktor der Landwirtschaftlichen Akademie Hohenheim
- Johann Friedrich Mayer (1798–1863), Schultheiß, Notar und Politiker
- Heinrich Schneider (1801–1871), württembergischer Oberamtmann, Landtagsabgeordneter
- Reinhold Köhler (1825–1873), Mediziner und Hochschullehrer
- Louis Link (1827–1889), Kommerzienrat in Heilbronn
- Gustav Nick (1837–1904), Bibliothekar
- Friedrich Specht (1839–1909), Tiermaler, Bildhauer und Lithograph
- August Specht (1849–1923), Tiermaler
- Otto Gittinger (1861–1939), evangelischer Pfarrer und schwäbischer Mundart-Dichter
- Eugen Gradmann (1863–1927), Pfarrer und Landeskundler
- Theodor Christian Körner (1863–1933), Kaufmann, Unternehmer und Politiker
- Robert Gradmann (1865–1950), Pfarrer, Geograph, Botaniker und Landeskundler
- Hugo Neuffer (1872–1947), Verwaltungsjurist
- Friedrich Bidlingmaier (1875–1914), Geophysiker und Meteorologe
- Maria Bidlingmaier (1882–1917), Staatswissenschaftlerin
- Gustav Allinger (1891–1974), Landschaftsarchitekt
- Fritz Köhler (1903–1962), Dachdecker, Feuerwehrkommandant und Politiker (SPD)
- Adolf Mauk (1906–1983), Politiker der FDP/DVP
- Eugen Herrmann Sieber (1901–1982), Wirtschaftswissenschaftler und Hochschullehrer
- Max Breitenöder (1909–1967), Wasserbauingenieur
- Johanna („Hanne“) Schiefer (1914–2010), Landfrau
- Armin Clauss (* 1938), Postbeamter, Gewerkschafter und Politiker (SPD)
- Gerhard Ullmann (* 1947), Kinder- und Jugendbuchautor
- Uta Ullmann-Iseran (* 1947), Kinder- und Jugendbuchautorin
- Beate Ego (* 1958), Theologin
- Werner Rieß (* 1963), Bildungswissenschaftler und Biologe
- Klaus Graf (* 1964), Jazzsaxophonist
- Alexander Bayer (* 1964), Theologe und geistlicher Liedermacher
- Udo Riglewski (* 1966), Tennisspieler
- Uwe Wagschal (* 1966), Politikwissenschaftler
- Holger Walter (* 1968), Bildhauer
- Mehmet Yilmaz (* 1970), Schauspieler
- Markus Lang (* 1976), Fußballtrainer und ehemaliger -spieler

### Weitere mit Lauffen verbundene Persönlichkeiten
- Emil Feucht (1910–2000), Kaufmann, Stadtrat und Landtagsabgeordneter
- Ulrich Eimüllner (* 1949), Veranstalter der ATP Challenger Heilbronn, lebt in Lauffen
- Stefan Krebs (* 1962), Beauftragter der Landesregierung für Informationstechnologie, erster CIO/CDO der Landes Baden-Württemberg, wohnt seit 1995 in Lauffen
- Alexander Noak (* 1978), Bürgermeister von Korntal-Münchingen, war von 2012 bis 2017 Kämmerer von Lauffen
- Corvin Tondera-Klein (* 1984), Hörfunkmoderator, Reporter, Redakteur und Schauspieler, wuchs in Lauffen auf
- Markus Herrera Torrez (* 1988), Oberbürgermeister von Wertheim, wuchs in Lauffen auf und war von 2009 bis 2016 Mitglied des Gemeinderats
- Michael Eb (* 1988), Sänger, Songwriter und Gitarrist, lebt in Lauffen
- Erwin Köhler (* 1995), Politiker (Bündnis 90/Die Grünen), wuchs in Lauffen auf und ist seit 2014 Mitglied des Gemeinderats

## Film
- SWR: Fahr mal hin – Lauffen: Eine Stadt steht auf (2003)